# Alexandr Veliký

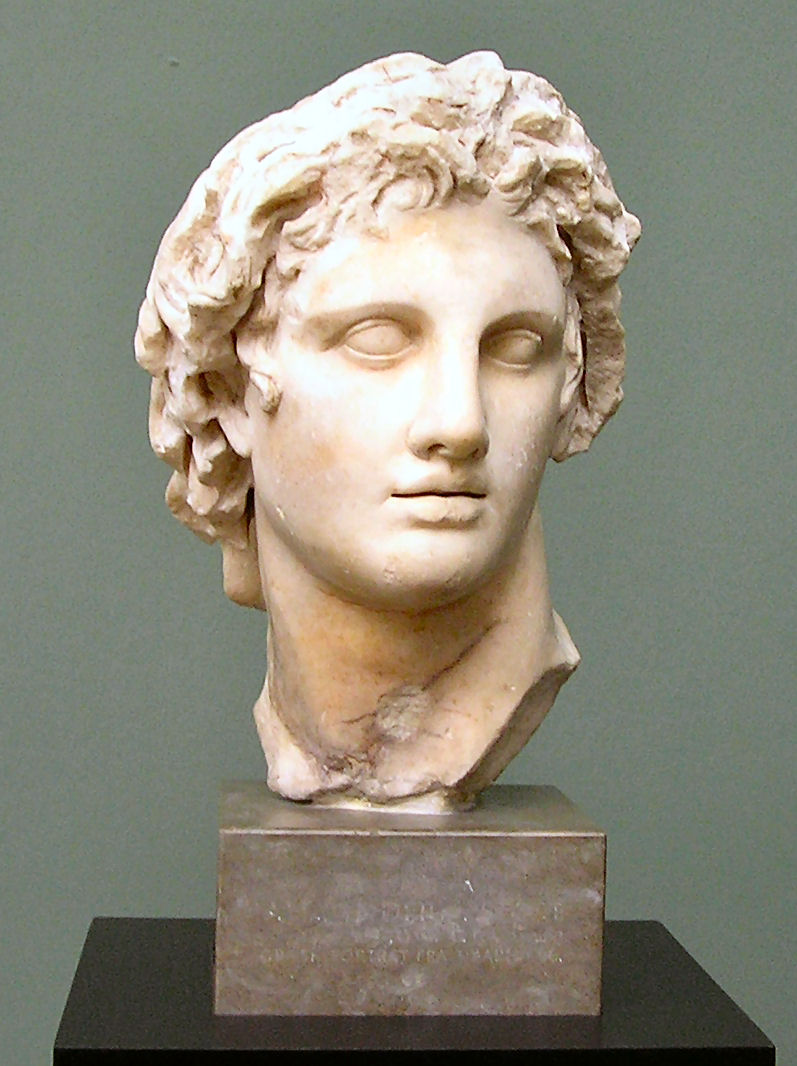
Alexandr Veliký, bysta v kodaňské glyptotéce

Alexandr Veliký (20. nebo 21. července 356 př. n. l. Pella – 10. nebo 11. června 323 př. n. l. Babylón), také známý jako Alexandr III. Makedonský (řecky Μέγας Αλέξανδρος (ο Μακεδών ο Τρίτος), [Megás Alexandros (ho Makedón; ho Trítos)]), byl král (basileús) Makedonie. Alexandr rozšířil hranice své říše tažením do Persie a na indický subkontinent, díky čemuž se stal zřejmě největším a nejúspěšnějším vojevůdcem celé historie, který neprohrál žádnou bitvu. V době své smrti ovládal většinu světa známého tehdejším Řekům.
Poté, co si Alexandrův otec král Filip II. Makedonský podmanil řecké městské státy, vydal se Alexandr na východ proti obrovité perské říši Achaimenovců. Během jedenácti let nepřetržitých vojenských kampaní Alexandr postupně dobyl Anatolii, Sýrii, Fénicii, Judeu, Egypt, Mezopotámii, Írán a Střední Asii. Teprve ve vzdálené Indii ho vlastní vojáci donutili upustit od úmyslu dosáhnout velkého vnějšího moře. Po návratu do Babylonu se chystal k dalším výbojům na Arabský poloostrov, odkud chtěl vést své muže na západ. Těmto smělým plánům však zabránil jeho předčasný skon.
V Alexandrem podrobených zemích v následujících staletích probíhala řecká kolonizace a jejich osídlování. Tím započala epocha helénismu, která představovala kombinaci řeckých a orientálních kulturních vlivů. Alexandr již za života (a především po smrti) inspiroval mnohé jedince k literárnímu zachycení a oslavě výjimečných činů, jichž dosáhl. Alexandrova postava proto hluboce pronikla do dějin a mýtů nejen řecké kultury, ale i těch východních.
Je po něm pojmenován rozpadlý kráter Alexander na přivrácené straně Měsíce.

## Životopis

### Mládí
Alexandr se narodil v roce 356 př. n. l. v Pelle, hlavním městě Makedonie. Jeho otcem byl makedonský král Filip II., matkou Olympias, neteř épeirského krále kmene Molosů Arybba a někdejší kněžka dionýských mystérií. Mnoho podrobností z jeho života a zvláště z dětství bylo později zveličeno a opředeno bájemi. Plutarchos tvrdil, že Alexandrovým skutečným otcem byl samotný Zeus, neboť Filip se Olympiady bál kvůli její zálibě usínat ve společnosti hadů. Pravda je taková, že Olympias byla velmi panovačná a vznětlivá. Plutarchos píše také o tom, že Olympiadě i Filipovi se před Alexandrovým narozením zjevovaly podivné sny, z nichž jim věštec Aristandros předpověděl, že přivedou na svět potomka s povahou lva. Épeirský královský rod Aiakidů kmene Molosů, z něhož Olympias pocházela, odvozoval svůj původ od bájného řeckého hrdiny Achillea. Makedonští Argeovci o sobě zase prohlašovali, že jejich předkem byl Diův syn Herakles. Filip vzdělával svého syna v politických a vojenských záležitostech. Zřejmě vlivem Olympiady se z Alexandra stal hluboce nábožensky založený člověk, což zanechalo v jeho pozdějším životě četné stopy. Podle Plutarchova líčení (pravděpodobně částečně nadneseného) prokazoval Alexandr svou jedinečnost už jako chlapec, když zkrotil koně Bukefala, který ho pak doprovázel až do Indie. Z dospělých mužů, kteří divoké zvíře zkoušeli osedlat před ním, se to žádnému nepodařilo. Alexandr si však povšiml, že kůň se děsí vlastního stínu. Nato měl prý Filip říci: „Běž, můj synu, najdi sobě vlastní království, které tě bude hodno. Makedonie je pro tebe příliš malá.“

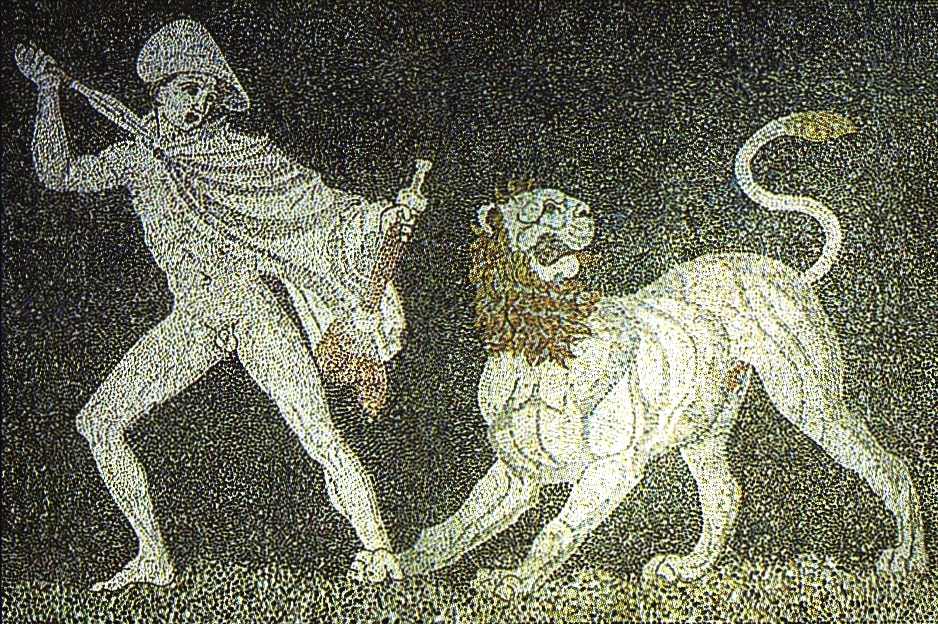
Mozaika zobrazující Alexandra a Kratera v boji se lvem

Odhlédneme-li od legend, neexistuje mnoho informací o Alexandrově dětství. Makedonie se nacházela na severní hranici mezi helénským a barbarským světem. Řada Helénů ji považovala za barbarskou zemi nepoznamenanou civilizací, třebaže královská dynastie byla pokládána za řeckou. Dodnes se vedou diskuse o etnické příslušnosti Makedonců, jelikož z mnoha dostupných pramenů je zjevné, že makedonština, z níž se zachovalo jen několik málo slov, zněla Řekům cize. Zda byla makedonština řeckým dialektem, či jazykem řečtině jen příbuzným, zůstává předmětem sporů. Kulturně a společensky se však Makedonci od Řeků dosti lišili. Jejich vnitrozemský stát byl jen málo dotčen městskou kulturou Středomoří, s níž ostatně Makedonci udržovali pouze slabé kontakty. Královská forma vlády byla v Řecku rovněž nezvyklá. Na Helény tudíž makedonská společnost působila značně archaicky. Pravdou zůstává fakt, že Makedonci trpěli dlouhá desetiletí pod nadvládou barbarů (především Thráků) a po generace proti nim bojovali, takže tvořili jakýsi obranný štít helénského světa. Teprve Alexandrův otec Filip II. povznesl dosud nevýznamnou Makedonii, rozdělenou mezi soupeřící šlechtické rody, na pozici nejsilnější vojenské mocnosti egejského prostoru. Filip se vymanil z područí Thrákie, podmanil si Thesálii a přinutil řecké státy (kromě Sparty) ke vstupu do korintského spolku, jehož hegemonem se ustavil.
Alexandr byl zatím ve věku 13 let poslán do Miezy, kde byl pod dohledem Aristotela vzděláván společně se svými vrstevníky. Aristotelův vliv sice nelze přeceňovat, jistě však měl podíl na Alexandrově výchově, neboť v něm probudil obdiv k řecké kultuře a všeobecný zájem o okolní svět, filosofii, umění, matematiku a přírodní vědy. Díky němu se Alexandr seznámil s Homérovým dílem. Aristotelův opis Iliady prý Alexandr opatroval jako poklad. Přestože jejich vzájemný vztah časem ochladl, udržoval Alexandr se svým duchovním učitelem až do konce života písemný kontakt. Když Filip v roce 340 př. n. l. obléhal Byzantion, směl Alexandr jako regent Makedonie uplatnit získané poznatky v praxi. Dva roky nato (338 př. n. l.) se Alexandr zúčastnil bitvy u Chairóneie, v níž Filip svěřil svému tehdy 18letému synovi velení nad jízdou. Alexandr zde skvěle prokázal své schopnosti a odvahu, když v čele svých druhů (hetairoi) rozdrtil „svatý oddíl“, elitní jednotku thébské jízdy do té doby považovanou za nepřemožitelnou. Řečtí historikové se shodují v názoru, že rozhodující podíl na porážce Řeků v tomto boji příslušel Alexandrovi, a nikoli Filipovi. Makedonská falanga měla na tomto vojenském úspěchu velkou zásluhu, avšak ústřední role patřila jezdectvu. Je ovšem zcela nezpochybnitelné, že za svá pozdější vítězství vděčil Alexandr otcovým vojenským reformám.

Vzájemný poměr mezi otcem a synem nicméně nebyl bezkonfliktní, k čemuž přispívaly i Filipovy manželské a milostné vztahy. Patrně v roce 337 př. n. l. se Filip oženil se svou pátou manželkou Kleopatrou Eurydiké (polygamie byla v makedonském královském rodě obvyklá), která na rozdíl od Olympiady pocházela z makedonské krve. V průběhu svatební hostiny prohlásil Kleopatřin strýc Attalos, že doufá, že Filip nyní získá legitimního dědice. Rozzuřený Alexandr se poté obrátil na Attala, přičemž vykřikl: „Chceš snad říct, že jsem bastard?“ Filip prý ihned vytasil svůj meč a napřáhl jej směrem k Alexandrovi, avšak v opilosti zavrávoral a upadl. Alexandr na to poznamenal: 
| „ | Tento muž vás chce vést z Evropy do Asie, přitom ale nedokáže přejít ani od jednoho stolu k druhému. | “ |

 Jelikož se Alexandr obával, že bude vyloučen z následnictví, uprchl nakonec s matkou přes Épeiros do Ilýrie. Ačkoli jeho nástupnictví zůstávalo nadále nejisté, do Pelly se sotva po půl roce vrátil.

Rozsah makedonského království v době smrti Filipa II. Žlutě vyznačená území patřila do Korintského spolku.

V létě roku 336 př. n. l. byl Filip ve starém hlavním městě Aigách zavražděn během svatby své dcery s épeirským králem Alexandrem I. Vrahem byl patrně dřívější králův milenec a tělesný strážce Pausanias z Orestidy. Ten byl krátce po činu usmrcen Alexandrovými přáteli. Pausanias se svého činu dopustil nejspíše z osobních důvodů. Mnozí lidé však podezírali Alexandra či Olympiadu, že vraždu iniciovali, případně že o spiknutí věděli. V posledních letech je ale tato domněnka zpochybňována, protože se lze domnívat, že za vraždou stál perský velkokrál Dareios III.

### Převzetí moci
V roce 336 př. n. l. nastoupil Alexandr ve věku 20 let na trůn po svém otci. Za to, že proti němu nevznikl žádný za zmínku stojící domácí odpor, zřejmě vděčil Antipatrovi, který přiměl vojáky a šlechtu, aby ho uznali za krále. Již v prvních dnech vlády Alexandr popravil každého, kdo se ho odvážil spojovat s vraždou jeho otce. Alexandrova úhlavního nepřítele Attala usmrtil Attalův nevlastní otec Parmenion. Antipatros i Parmenion se kvůli těmto skutkům, které Alexandrovi zajistily vládu, těšili po dlouhou dobu králově obzvláštní přízni. Jeho matka Olympias jako případné konkurenty v nástupnictví pro jistotu upálila zaživa poslední Filipovu manželku Kleopatru Eurydiké a jejich malou dceru Európu.
Filipova smrt znamenala destabilizaci a ohrožení jednoty Řecka dosažené teprve před dvěma lety. Athéňané a Thébané považovali Alexandra za mladíka, jehož nezkušenost jim dává příležitost k obnovení své nezávislosti. Alexandr však energicky přitáhl k hradbám Théb, čímž je přiměl odpřisáhnout mu věrnost. Ještě v roce 336 př. n. l. si Alexandr zajistil v Korintu poslušnost řeckých obcí, jež ho zvolily vrchním velitelem v chystané válce proti Persii. Jedině Lakedaimonští (Spartští) se odmítli zúčastnit tažení se slovy, že není jejich zvykem jiné doprovázet, vždy jim stojí v čele. Thrácké a ilyrské kmeny se však pokusily vzniklé situace využít k setřesení makedonské nadvlády. V roce 335 př. n. l. vytáhl Alexandr s 15 000 muži na sever a po překročení Dunaje thráckou revoltu účinně potlačil. Následně naložil stejným způsobem i s Ilyry.
Zatímco Alexandr bojoval proti barbarům na Balkáně, Řekové se usnesli, že nastal čas od Makedonie odpadnout. Do čela Helénů se postavil řečník Demosthenes, který je přesvědčil, že Alexandr v Ilýrii padl a v Makedonii nastalo bezvládí. Jako první povstali obyvatelé Théb, načež ze svého města vyhnali makedonskou posádku. Alexandr na tuto vzpouru zareagoval okamžitě a rychlými pochody se i s vojskem přesunul z Ilýrie k Thébám. Perdikkova falanga dobyla po urputném boji město, které Alexandr nechal za trest celé srovnat se zemí s výjimkou chrámů a rodného domu básníka Pindara, jehož díla si velice cenil. Thébské území bylo rozděleno mezi ostatní bojótské obce, 6 000 obyvatel bylo usmrceno a dalších 30 000 prodáno do otroctví. Théby přestaly existovat a teprve o dvacet let později směly být znovu vybudovány, nikdy se však už nepozvedly ke svému dřívějšímu významu. Ostatní řecké obce, vyděšené osudem Théb, na to kapitulovaly. Athénská delegace vedená Fokionem, oponentem protimakedonské frakce, prý Alexandra obměkčila natolik, že od požadavku vypovědět Demosthena a jeho stoupence upustil. V Korintu se poté Alexandr nechal znovu ujistit o loajalitě Řeků a ušetřil je potrestání, neboť je potřeboval jako spojence do připravovaného tažení proti Persii.

### Dobytí perské říše

#### Počátek tažení, postup Malou Asií
Perská říše byla v polovině 4. století př. n. l. největší mocností světa, zahrnující dnešní Irák, Írán, Sýrii, Anatolii, Egypt a mnohé jiné země. V době, kdy Alexandr vstoupil na půdu Asie, vládl této říši Dareios III. z dynastie Achaimenovců. Útok proti Peršanům plánoval už Filip, který se jim tak chtěl pomstít za invazi do Řecka během řecko-perských válek a vyplenění athénských chrámů. Již před Alexandrovým příchodem byla do Asie vyslána armáda pod velením Parmeniona, jednoho z nejschopnějších makedonských velitelů, kterou ale Peršané odrazili. Alexandrovo vojsko čítající kolem 40 000 Makedonců, Řeků a thráckých a ilyrských žoldnéřů vyrazilo z Pelly do Séstu u Hellespontu, kde se v květnu roku 334 př. n. l. přemístilo na maloasijský břeh. Antipatrovi, nejvěrnějšímu Filipovu generálovi, svěřil Alexandr regentství v Makedonii spolu s 12 000 vojáky k zabezpečení Řecka.

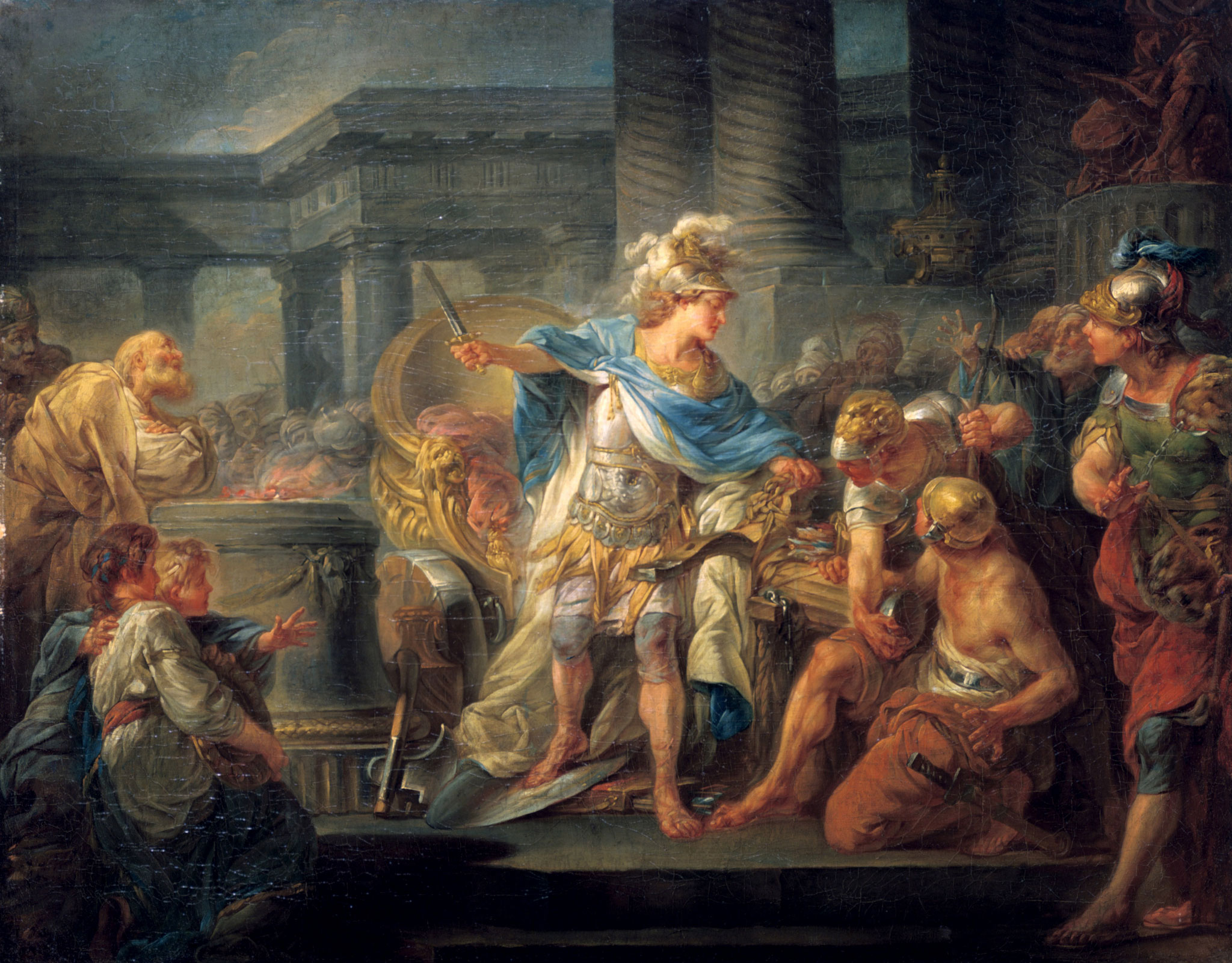
Alexandr přesekává gordický uzel

Dareios přenechal velení perského vojska Řeku Memnonovi, žoldnéři původem z Rhodu. Memnonův záměr zničit zásoby obilí a znesnadnit tak Alexandrovi postup do vnitrozemí maloasijští satrapové zamítli, protože Memnonovi záviděli Dareiovu náklonnost. K prvnímu většímu střetnutí mezi Makedonci a Peršany došlo v bitvě u řeky Gráníkos. Satrapové zde shromáždili asi 40 000 mužů, které rozestavili na vyvýšenině u místa jménem Zelea. Jednalo se o výhodnou obrannou pozici, neboť za řekou se rozprostírala široká rovina, ideální pro rozvinutí jezdectva, hlavní perské zbraně. Alexandr se i přes Parmenionovy protesty rozhodl bitvu svést. Makedonci mohli dosáhnout vítězství jedině odvážným frontálním útokem jízdy bez ohledu na vlastní ztráty. Neočekávaný přímý útok zastihl Peršany nepřipravené, a jejich vojsko bylo tudíž snadno poraženo. Zajatí řečtí žoldnéři, kteří se účastnili bitvy na perské straně, byli jako zrádci buď usmrceni, nebo potrestáni otrockou prací v makedonských dolech.
Po této perské porážce většina nejdůležitějších maloasijských měst Makedoncům dobrovolně otevřela brány. V Lýdii vtáhl Alexandr bez boje do Sard a bohatství města rozdělil mezi své muže. Sardským sice povolil vlastní zákony, zároveň ale umístil do města vojenskou posádku a ustanovil místodržitele, který měl jeho jménem vybírat daně. Odtud táhl dále na jih směrem k Milétu, největšímu městu na západním pobřeží Malé Asie. Místní pro-perský vládce ovšem odmítl kapitulovat, neboť mu byla přislíbena podpora perské flotily o 400 lodích. Alexandr však ještě před připlutím Peršanů nařídil Nikanorovi, Parmenionovu bratrovi, aby zatarasil přístup do milétského zálivu, následkem čehož Milétos padl. Jádro perských vojenských sil, které stále podléhalo Memnonově velení, se seskupilo v Halikarnassu, hlavním městě Kárie. Obléhání se ani po několika měsících nevyvíjelo pro Makedonce příznivě, jelikož při něm utrpěli krvavé ztráty. Alexandr dokonce během bojů sjednal s Peršany příměří, aby mohl posbírat své raněné. Nikdy předtím ani potom se už k takovému postupu neuchýlil. Teprve když se Peršané kvůli špatné zásobovací situaci museli stáhnout na předsunutý ostrov, podařilo se Makedoncům Halikarnassos konečně obsadit. Většina perských vojáků spolu s Memnonem však unikla po moři. Správu nad Halikarnassem přenechal Alexandr dceři kárského satrapy jménem Ada, čímž si zajistil spojenectví s obyvateli Kárie. Alexandr tady poprvé uplatnil politiku velkorysosti vůči poraženým národům.
Původní cíl výpravy na východ, osvobození západního pobřeží Anatolie, byl završen. Alexandr se přesto rozhodl v tažení pokračovat. Makedonské vojsko postoupilo podél pobřeží Lykie a Pamfýlie, aniž narazilo na vážnější odpor. Koncem roku 334 př. n. l. se Alexandr vydal na sever do anatolského vnitrozemí. Zimu strávil s většinou svých vojáků ve fryžském královském městě Gordion, v němž se nacházel mytický gordický uzel. Legenda pravila, že ten, kdo ho dokáže rozvázat, bude vládnout Asii. Říká se, že Alexandr se o to pokusil, avšak nakonec ztratil trpělivost a uzel rozsekl mečem. Po příchodu čerstvých posil Alexandr ustavil generála Antigona svým místodržitelem ve Frýgii a přikázal mu zpacifikovat severní Anatolii a zabezpečit zásobování vojska. Na jaře roku 333 př. n. l. pak vyrazil z Gordy směrem do Fénicie, jejíž přístavy využíval Memnon jako základny pro námořní operace Peršanů ve východním Středomoří. Během léta postoupilo makedonské vojsko přes Kappadokii do Kilíkie, kde se Alexandr po krátkém boji zmocnil hlavního města Tarsu, přičemž se doslechl o smrti svého soka Memnona. V Tarsu následně Makedonci setrvali až do října.

#### Bitva u Issu

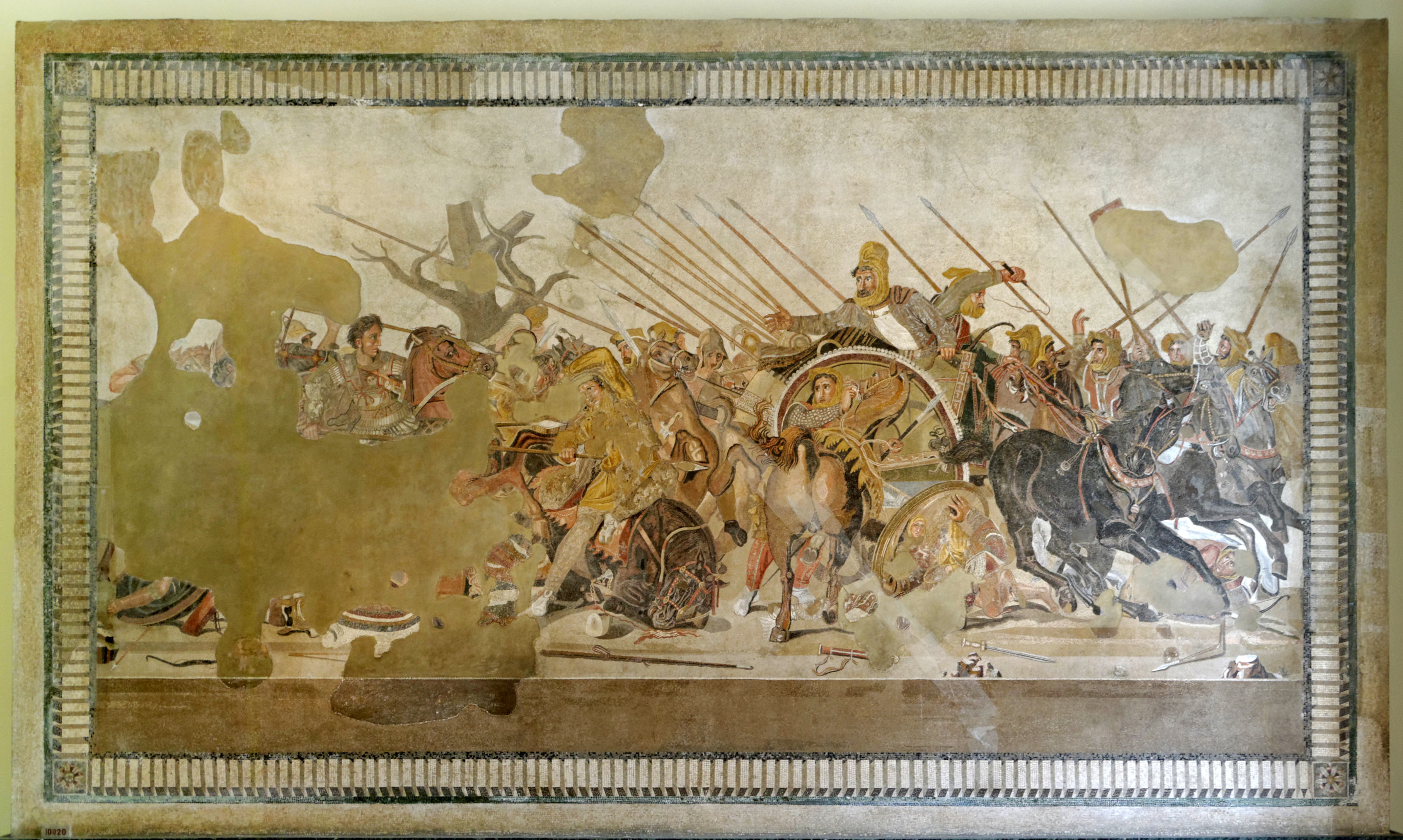
Alexandr a Dareios III. v bitvě u Issu, Pompeje

V Kilíkii zastihla Alexandra zpráva o tom, že Dareios vytáhl na západ v čele mocného vojska. Podle Plútarcha měla perská armáda 600 000 mužů, což je ale bezpochyby extrémně přemrštěný údaj. Většina moderních historiků se staví k tomuto číslu skepticky a odhaduje reálnou sílu Peršanů nanejvýš na 100 000. Alexandrova armáda se zhruba 25 000 až 30 000 muži se zatím vydala k hranicím Sýrie, čehož ale Dareios využil k obejití Alexandra ze severu a k obsazení města Issos v týlu Makedonců, čímž zablokoval jejich zásobovací trasy. Dareios kromě toho rozkázal zmasakrovat tam zanechané zraněné Makedonce.
Alexandr se následně obrátil proti Dareiovi a v listopadu roku 333 př. n. l. se obě armády střetly v bitvě u Issu. Dareios doufal, že jeho jízda dokáže prolomit tenkou bitevní linii Makedonců. Svou pěchotu, která sice převyšovala makedonskou počtem, nikoli však bojeschopností, použil k obraně. Na začátku se zdála tato taktika účinná. Ovšem Alexandrův rozhodný průnik vedl ke zhroucení levé části perské linie a k postupu Makedonců na tomto úseku, načež Dareios propadl panice a uprchl. Vždy když Peršané viděli svého vojevůdce padnout nebo ustoupit, přestali bojovat a sami se vydali na útěk. Dareios tedy sám rozhodl o výsledku bitvy. V boji padlo asi 450 Makedonců a další 4 000 byly zraněny. Ztráty Peršanů nejsou známy, nicméně musely být podstatně vyšší. Peršané učinili několik zásadních chyb, když například v úvodu bitvy nezaútočili na Makedonce zranitelné při přeskupování. Přesto pokud by jejich velitel prokázal větší vytrvalost a srdnatost, mohli dosáhnout vítězství, neboť makedonské levé křídlo vystavené náporu perské jízdy nebylo daleko od zhroucení. Bitva nabyla velkého symbolického významu, Dareios se v ní totiž ukázal jako soupeř nehodný Alexandra.
Prchajícího perského krále pronásledoval Parmenión až do Damašku. Příchodem Makedonců překvapení obyvatelé města jim otevřeli brány a vydali veškeré nezměrné bohatství, které tu velkokrál uschoval. Více než 7 000 tažných zvířat bylo poté naloženo zlatem a stříbrem, jež Alexandr rozdělil mezi své muže. Mezi mnoha význačnými zajatci, kteří padli do Alexandrových rukou, se nacházela také Dareiova matka Sisygambis, jeho manželka Stateira, pětiletý syn a dvě dcery. Nutno poznamenat, že se všemi členy Dareiovy rodiny zacházel Alexandr s úctou. Kromě nich byla zajata rovněž Barsiné, vdova po Memnónově bratrovi. Z následného milostného vztahu mezi Barsiné a Alexandrem se narodil syn pojmenovaný Héraklés. Dareios mezitím dosáhl Eufratu a požádal Alexandra, aby s ním uzavřel smlouvu o přátelství a propustil jeho rodinu. Alexandr nato odpověděl, že pokud Dareios přijde k němu a uzná ho za „krále Asie“, pak vyslyší jeho prosby. V opačném případě by se měl Dareios připravit k boji. Nejpozději v této době zřejmě Alexandr začal rozvíjet dalekosáhlé plány na podmanění celé perské říše. Po této bitvě Alexandr založil první asijské město, jež pojmenoval podle sebe Alexandretta (dnešní İskenderun).

#### Obležení Tyru, ovládnutí Egypta

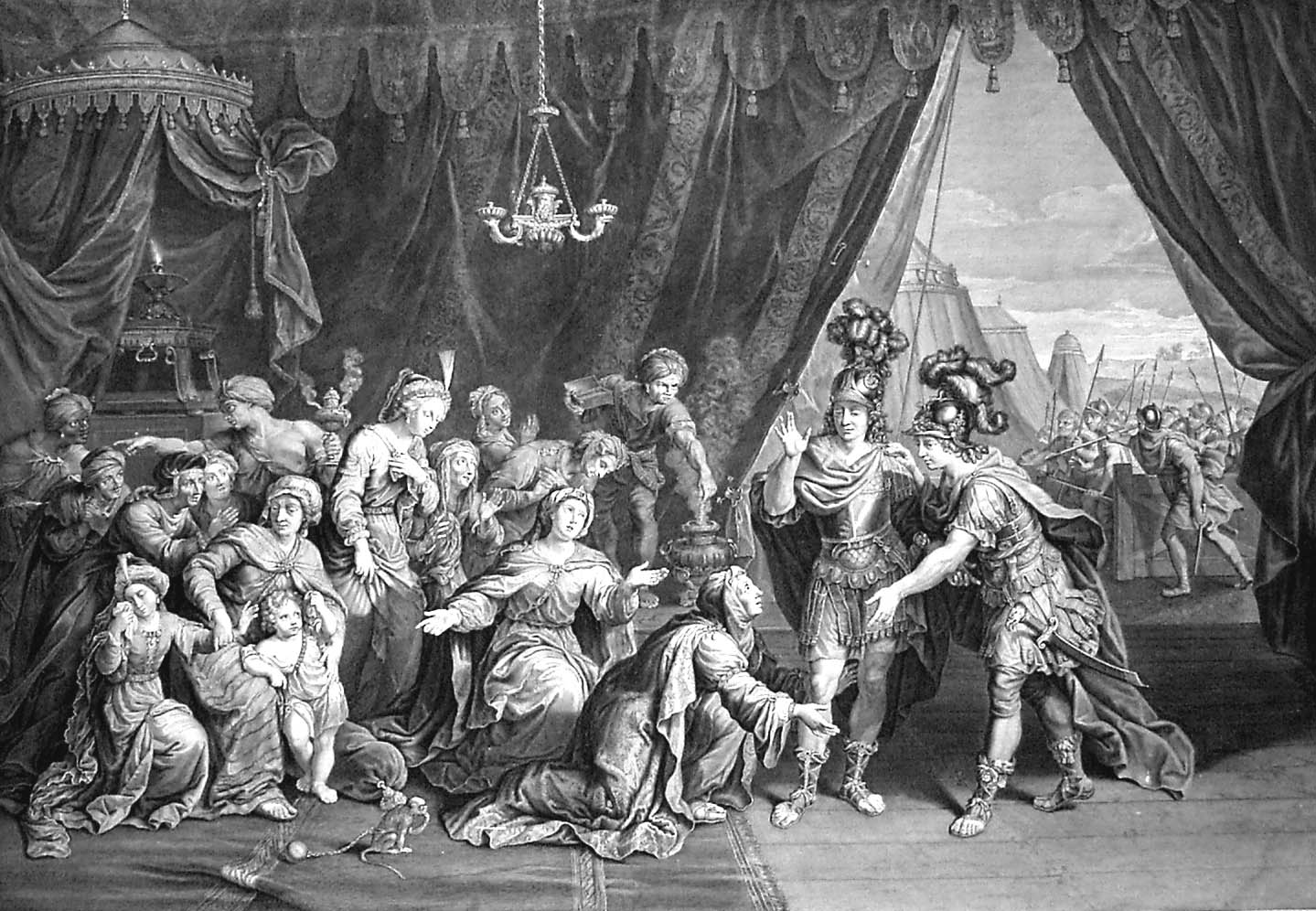
Alexandr Veliký a rodina Dareia III., mědirytina ze 17. století

Po vítězství u Issu vyvstaly před Alexandrem dvě možnosti dalšího postupu. Buď se mohl vydat na východ za Dareiem, anebo mohl přikročit k dobytí Peršany obsazenému středomořskému pobřeží, odkud operovalo silné perské loďstvo pod velením Farnabaza, které by mohlo znemožňovat účinné zásobování makedonského vojska. Alexandr se tudíž rozhodl tuto hrozbu odstranit obsazením perských přístavů ve Fénicii. Většina fénických měst – Tripolis, Byblos, Berytos a Sidón – se Alexandrovi okamžitě vzdala. Pouze obyvatelé Tyru se postavili proti makedonskému králi, když jim jako podmínku kapitulace stanovil zákaz obětovat Melkartovi. Uražen touto opovážlivostí zahájil neoblomný Alexandr obléhání města, jež bylo v podstatě mocnou ostrovní nedobytnou pevností s úzkým pozemním přístupem spojujícím jej s pevninou. Dobývání Tyru začalo v lednu roku 332 př. n. l. a trvalo sedm měsíců, než se makedonsko-řecké a spojenecké fénické flotile podařilo zlomit udatný odpor obránců. V pouličních bojích přišlo o život několik stovek makedonských vojáků. Všichni mužští obyvatelé města byli za trest pobiti a posledních dva tisíce přeživších bylo ukřižováno na pobřeží. Ženy a děti byly uvrženy do otroctví.
V této době předložil Dareios Alexandrovi druhou mírovou nabídku, v níž mu sliboval všechny země západně od Eufratu, 10 000 talentů, ruku své dcery a titul velkokrále. Na oplátku měl Alexandr ukončit své tažení, propustit rukojmí a uzavřít s Dareiem věčné přátelství a spojenectví. Poté, co se makedonští generálové dozvěděli o těchto podmínkách, pronesl prý Parmenión: „Kdybych byl Alexandrem, přijal bych tento návrh.“ Nato Alexandr odpověděl: „I já bych ho přijal, kdybych byl Parmeniónem.“ Alexandr dal pak Dareiovi oznámit, že on, Alexandr, si vezme, co bude chtít, avšak jestliže si Dareios přeje být ušetřen, ať se k němu dostaví.
Dobytím Tyru připravil Alexandr perské lodě o jejich poslední základnu, a proto již od nynějška Makedoncům nehrozilo z moře žádné nebezpečí. Alexandr potom táhl dále na jih k Egyptu, na své cestě byl však nucen vypořádat se s obyvateli města Gaza. Obléhání si vyžádalo tři měsíce a stejně jako v případě Tyru skončilo pobitím veškerého mužského obyvatelstva. Perského velitele Gazy jménem Batis nechal prý Alexandr živého připoutat za válečný vůz a usmýkat k smrti.
V zimě 332/331 př. n. l. vstoupil Alexandr do Egypta, který se ukázal být snadnou kořistí. Perský satrapa Mazakes vyšel Makedoncům vstříc do Pelusia, kde také kapituloval. Vláda nad údolím Nilu byla nyní pevně v rukou Alexandra. Přestože neexistoval žádný vojenský důvod k přivedení vojska do Egypta, vtáhli Makedonci do Héliopole a v tomto městě se dal Alexandr prohlásit faraonem. Následoval pochod do Memfidy. Podle antických pramenů byli Makedonci místními lidmi všude po cestě oslavováni jako osvoboditelé od perské nadvlády. Je velice pravděpodobné, že toto líčení odpovídá skutečnosti, jelikož Egypt pozbyl svoji nezávislost sotva před jedenácti léty. Aby si naklonil Egypťany, přenechal jim Alexandr výkon většiny správních funkcí v zemi.
Z Memfidy se Alexandr vydal podél Nilu na sever a v lednu roku 331 př. n. l. založil při ústí této řeky, naproti ostrovu Faros, Alexandrii Egyptskou, nejslavnější ze všech po něm pojmenovaných měst. V březnu podnikl spolu s menším doprovodem riskantní pouť na západ přes vyprahlou Libyjskou poušť do vzdálené oázy Síwa, v níž se nacházelo orákulum zasvěcené bohu Amonovi. Antické prameny se zmiňují o tom, že nejvyšší kněz uvítal Alexandra jako „syna Dia“ (Amona). Alexandr se ovšem už dříve označoval za Diova syna. Ze Síwy se Alexandr vrátil zpět do Memfidy, kde pobyl několik týdnů a poté se v čele svého vojska vypravil zpět do Asie.

#### Bitva u Gaugamél
V květnu 331 př. n. l. se Alexandr vrátil do rozbořeného Tyru, přičemž přikázal jeho obnovení a opětné osídlení spojeneckými Féničany. Na jaře téhož roku vyrazilo z Makedonie 15 000 vojáků, kteří se v Tyru setkali s Alexandrem. Makedonská armáda sestávala v této chvíli ze 40 000 mužů pěchoty a 7 000 jezdců. Z Tyru zamířil Alexandr do Asýrie, kde v létě překročil řeku Eufrat. Jeho původní plán počítal s pochodem k Babylonu na jihu, v čemž mu však zabránila perská armáda pod velením satrapy Babylonie Mazaia. Alexandr odolal vlastním vojákům, dychtícím po bitvě. Místo toho se rozhodl neoslabovat své mužstvo před příchodem jádra Peršanů vedených Dareiem a postoupil na sever. V září 331 př. n. l. překonali Makedonci řeku Tigris a přiblížili se ke spojenému perskému vojsku. Alexandrovi muži se utábořili ve vzdálenosti 11 kilometrů od velkokrálovy armády u místa jménem Gaugaméla, severozápadně od Arbely (dnešní Irbíl), největšího města severní Mezopotámie. Bezprostředně před bitvou nastalo zatmění Měsíce, což Peršany značně znejistilo, neboť to považovali za špatné znamení.

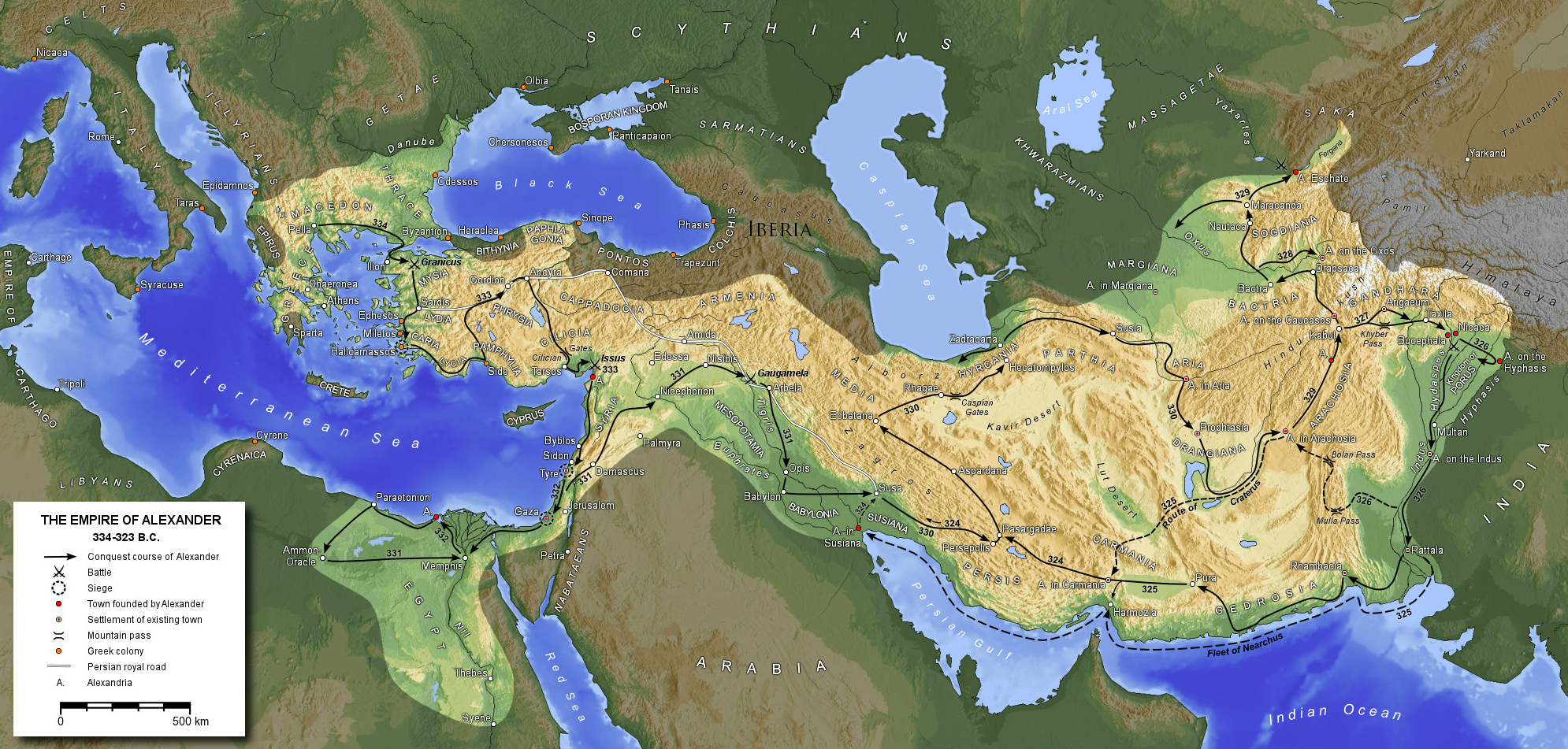
Mapa Alexandrovy říše

Bitva u Gaugamél se konala 1. října 331 př. n. l. a probíhala podobně jako bitva u Issu. Peršané takřka zdolali levé křídlo makedonské linie a dokonce začali plenit makedonský tábor. Současně Alexandr zaútočil se svou jízdou na perskou linii a neúnavně se probíjel do jejího středu, kde se nacházel Dareios, obklopený svojí tělesnou stráží a pěchotou z celé říše. Při pohledu na Alexandra ale Dareios znovu ztratil odvahu a unikl z bojiště. Alexandr ho chtěl pronásledovat, ovšem zpráva od Parmenióna o hroutícím se levém křídle ho přiměla k návratu. Třebaže perské vojsko svým počtem Makedonce výrazně převyšovalo, dosáhl Alexandr opět vítězství. Dareiovi se sice podařilo zachránit, avšak jeho vojsko bylo úplně zničeno.
Alexandrovi v tomto okamžiku nestálo již nic v cestě na Babylón. Očekávalo se, že Mazaios, který se taktéž zúčastnil bitvy, bude toto město disponující mohutnými hradbami bránit. Nicméně Mazaios je dobrovolně vydal Makedoncům, za což byl potvrzen ve svém úřadu. Alexandr poté vkročil Ištařinou bránou do města, načež se nechal prohlásit „králem Asie“. Babylonem, jehož tehdejší počet obyvatel dosahoval jednoho milionu, padla Alexandrovi do rukou největší metropole tehdejšího světa. Přestože mu velkokrálové nepřikládali zvláštního významu, Alexandr oslněný velkolepou okázalostí a někdejší slávou Babylonu ho nechal opravit a určil jej hlavním městem své říše.
Po pětitýdenním pobytu se Alexandr vydal dále na východ, aby si podmanil ostatní centra perské říše ve vnitrozemí. V Susách Alexandr usedl na trůn achaimenovských velkokrálů. Vystupoval tedy jako jejich legální nástupce, čímž se snažil vyprovokovat Dareia k poslednímu střetnutí. Alexandr tu rovněž nalezl královskou pokladnici s jejími nesmírnými poklady, přetrvávající problémy s financemi tím byly definitivně vyřešeny. Většina zlata byla použita na válečné výdaje, což ve svém důsledku vyvolalo pád ceny zlata a značnou inflaci v Řecku. Ovšem o tamní poměry se už Alexandr nezajímal, jak ostatně naznačuje jeho výrok, jímž v Egyptě přirovnal Antipatrovo vítězství nad povstalými Sparťany za „válku myší“.
Při pochodu ze Sus do Persepole narazil Alexandr na jediný vážnější odpor, když mu domorodé perské kmeny přehradily cestu u Perské brány. Konečně v lednu roku 330 př. n. l. byla Persepolis – srdce perské říše – vydána v plen Makedoncům. Mnoho obyvatel města spáchalo před Alexandrovým příchodem sebevraždu nebo uprchlo. Podle dřívějších názorů nechal prý Alexandr celé město vydrancovat a královský palác zapálit. Tyto závěry jsou moderními historiky a badateli zpochybňovány. Na základě archeologických nálezů se soudí, že vypálen byl pouze proslulý Xerxův palác, což měla být symbolická odplata za zničení Athén.

#### Smrt Dareia a pronásledování Béssa
Persie byla sice v rukou Alexandra, přesto Dareios III. byl stále naživu. Poté, co se Alexandr dozvěděl, že se Dareios zdržuje v Médii, vydal se za ním na severozápad do Ekbatány (dnešní Hamadán). Dosavadní Dareiovi stoupenci pozvolna ztráceli naději na znovuzískání vlády nad říší. Nevyhnutelnost porážky jim ponechávala pouze dvě možnosti: vzdát se, anebo prchat spolu s Dareiem. Bisthanes, jeden z členů královské rodiny, se rozhodl vyčkat v Ekbataně Alexandrova příchodu. Ten mu poté velkoryse přenechal správu města a jiného Peršana ustavil místodržitelem Médie. V Ekbatáně propustil Alexandr řecké spojence a thesálské jezdce, jelikož odvetné tažení, k němuž se Řekové zavázali v rámci korintského spolku, bylo po dobytí této poslední královské rezidence fakticky skončeno. Části spojeneckých vojsk však Alexandr najal jako své žoldnéře pro nadcházející stíhání Dareia. Ten zatím pokračoval v útěku, neboť doufal, že nalezne podporu u Béssa, svého příbuzného a satrapy Baktrie. Béssos se ale k Dareiovi zachoval proradně. Nejprve velkokrále uvěznil a vyslal k Alexandrovi vyjednavače, jehož prostřednictvím nabízel vydání Dareia Makedoncům. Na oplátku žádal potvrzení vlády nad Baktrií. Když Alexandr odmítl přistoupit na Béssovy podmínky a dále pokračoval ve stíhání, usmrtil bezradný Béssos svého královského zajatce a sám se dal na úprk. Dareiovy ostatky nechal Alexandr přenést do Pasargád a slavnostně pohřbít v místní hrobce achaimenovských velkokrálů.
Alexandr, jenž ihned po Dareiově smrti začal nosit diadém, potřeboval získat na svoji stranu perskou aristokracii, bez níž nebyl schopen ovládat svoji rozlehlou říši. Jediným způsobem, jak si jí mohl naklonit, bylo zabití Dareiova vraha Béssa, jenž se jako Artaxerxés IV. prohlásil vládcem Persie. Makedonští velitelé a vojáci ovšem postrádali nadšení k Alexandrově touze pomstít smrt svého úhlavního nepřítele a bojovat přitom po boku Peršanů. Zvláště když severovýchodní země na ně působily zcela neznámým a exotickým dojmem. V srpnu 330 př. n. l. nicméně Alexandr započal nové tažení, při němž si nejprve podmanil Parthii, satrapii na jihovýchodním pobřeží Kaspického moře. Z Parthie Alexandr nepostupoval přímější, ale riskantnější trasou po hedvábné stezce přes poušť Karakum, a místo toho vyrazil na jih do Arie. Zdejšímu satrapovi, který se podílel na Dareiově zajetí, udělil milost. Jakmile se však nevděčný Peršan vzbouřil, dobyl Alexandr hlavní město Arie, přejmenoval je na Alexandrii a jeho obyvatele prodal do otroctví. V současnosti nese toto afghánské město název Herát.

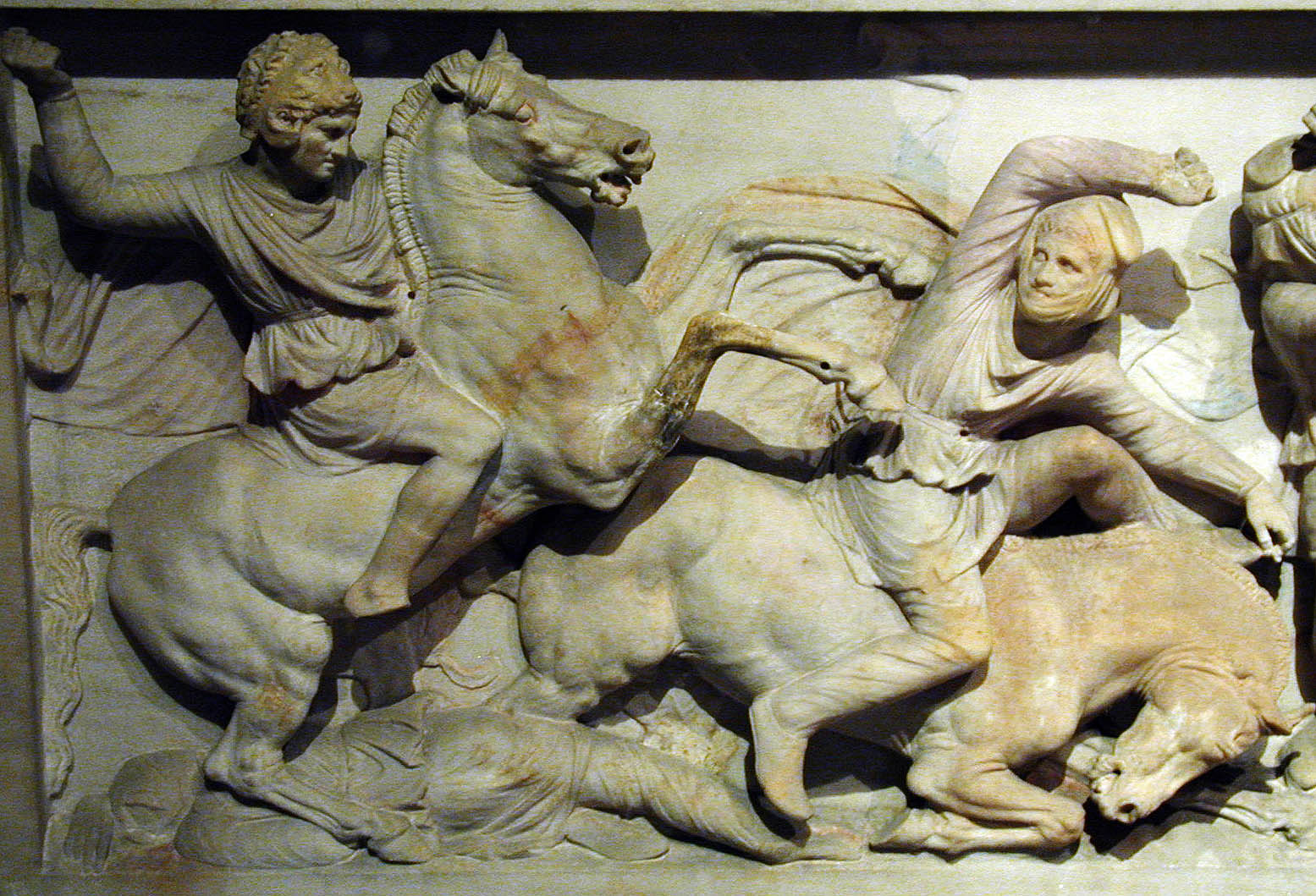
Detail Alexandra z tzv. Alexandrova sarkofágu

Makedonská nelibost vůči Alexandrově náchylnosti k barbarům a jeho rostoucí zálibě v orientálních zvycích a odívání sehrála svoji roli při incidentu, v němž byl Parmeniónův syn Filotas obviněn ze zatajení pokusu o Alexandrovo zavraždění. Později údajně sám Filotas osnoval Alexandrovu smrt. Toto dvojnásobné spiknutí vyšlo najevo v říjnu 330 př. n. l. ve Fradě, hlavním městě satrapie Drangiany. Situaci ještě zhoršovala skutečnost, že Filotas byl velitelem těžké jízdy a tedy jedním z nejvýše postavených mužů v makedonském vojsku. Narychlo uspořádaný soud ho uznal vinným a krátce nato byl Filotas popraven vrženým oštěpem. Následovala série dalších obvinění ze zrady, jimž padlo za oběť mnoho Makedonců. Do Ekbatány, kde v té době pobýval Parmenión s částí makedonských záloh, vyslal Alexandr Polydama, jehož doprovázeli nižší důstojníci Kleandros, Sitalkes a Menidas. Tito tři pak Parmenióna zavraždili, zatímco četl falešný dopis od syna.
V prosinci pronikli Makedonci do Arachosie. Alexandr zde zřejmě v důsledku nespokojenosti vojáků dočasně upustil od své pro-perské politiky a ustavil této provincii makedonského místodržitele. Vojsko posílené na 60 000 mužů vedl pak makedonský král z dnešního Kandaháru špatně schůdnými stezkami v údolí řeky Tarnak do Gandary, kam dorazil v dubnu roku 329 př. n. l. Alexandr odolal pokušení vpadnout do Indie a po založení další z mnoha Alexandrií, se odhodlal k překročení věčně zasněženého horského pásu Hindúkuš, jenž ho dělil od Baktrie na severu. Podle řecké mytologie se v tomto pohoří nacházela hora, k níž byl řetězy přikován titán Prométheus. Během nadmíru obtížného přechodu Hindúkuše byli vojáci nuceni sníst mnoho vlastních soumarů. V květnu dosáhli zcela vyčerpaní Makedonci Baktrie, která se jim poddala bez boje. Obyvatelé hlavního města Baktry (Balch) se zalekli Alexandrova trestu, pročež již dříve vypudili Béssa. Novým satrapou této země určil Alexandr svého perského spojence a otce Barsiné Artabaza.
Alexandr se v Baktrii dlouho nezdržel a vyrazil dále za Béssem, který ustoupil za řeku Oxos (Amudarja). Béssos spálil všechny lodě, čímž zvýšil svůj náskok, jelikož Makedoncům trvalo několik dní, než zhotovili vory nezbytné k překonání řeky. Po zdolání Oxu stanul Alexandr v Sogdianě (v současnosti Uzbekistán), nejvzdálenější perské satrapii. Vytrvalost pronásledovatelů však podlomila ochotu Béssových průvodců nadále prchat, načež se proti němu vzbouřili, vzali ho do zajetí a předali Alexandrovi. Ten se vůči kralovrahovi zachoval nelítostně, když ho dal zbavit uší a nosu. Takto zmrzačený byl Béssos odveden do Médie a ukřižován na tomtéž místě, kde zavraždil Dareia. Po vstupu Alexandra do města Marakandy (dnešní Samarkand) se všechny perské satrapie nacházely v jeho moci. Kromě Alexandra už nyní nemohl nikdo jiný vznést nárok na perský královský titul.

### V Sogdianě a Baktrii
Po obsazení Marakandy pokračovali Alexandrovi vojáci na severovýchod k řece Jaxartes (Syrdarja), na jejíchž březích založili v květnu 329 př. n. l. Alexandrii Eschate („nejzazší“) v dnešním Tádžikistánu. Zhruba v téže době povstalo proti Alexandrovi obyvatelstvo Sogdiany, rozlícené patrně neúctou Makedonců k zoroastrismu. Vůdcem vzpoury byl muž jménem Spitamenés, který dříve zradil Béssa. Alexandr shromáždil své pochodem rozptýlené vojáky a zahájil obtížné dobývání povstalých horských sídel. Takto si jich podrobil celkem sedm, přičemž dal všechny muže pobít a ženy a děti prodat do otroctví. Mezitím Spitamenes v Alexandrově týlu napadl Marakandu. I když se Alexandrovi podařilo obležení prolomit, Spitamenes zdárně uprchl. Značně prořídlé řady makedonského vojska přiměly Alexandra zanechat pronásledování. Makedonci poté vyplenili celou zemi a zotročili nebo pobili mnoho obyvatel. Zimu strávil Alexandr v Baktrii čekáním na tolik potřebné posily ze západu. Na jaře roku 328 př. n. l. se Alexandr vrátil zpět do Sogdiany. Velice náročné tažení proti Sogdům trvalo celý rok. Spitamenes sice odolával Makedoncům vedením úspěšné gerilové války, avšak jeho spojenci a ostatní kmeny postupem doby uznali převahu makedonského krále a uzavřeli s ním mírové smlouvy. V prosinci 328 př. n. l. přivodili Makedonci Spitamenovi rozhodující porážku, po níž byl zabit vlastními muži. Spitamenova uťatá hlava byla pak předána Alexandrovi.
Během zimy došlo k tragickému sporu mezi Alexandrem a jedním z jeho generálů Kleitem. Tento někdejší velitel Filipa II., byl ustaven místodržitelem Baktrie, což však nepovažoval za adekvátní odměnění svých zásluh. Při jedné z řady pitek na oslavu vítězství nad Sogdy začal Kleitos vyzdvihovat Filipovy činy, čímž se ovšem už notně opilý Alexandr cítil uražen. Zřejmě kvůli obavám ze spiknutí vytrhl Alexandr v následné rozepři jednomu z Makedonců jeho kopí a Kleita, který mu kdysi v bitvě u Gráníku zachránil život, s ním probodl. Když Alexandr vystřízlivěl, uvědomil si, jak hrozného zločinu se dopustil a prý se dokonce pokusil o sebevraždu. Kleitovu vraždu později považoval za svoji největší životní chybu.
V roce 327 př. n. l. dobyl Alexandr poslední dvě horské pevnosti Sogdů a povstání tak bylo konečně zlomeno. Většina Sogdů byla během dvouletého odboje proti Alexandrovi buď usmrcena nebo uvržena do otroctví. Před svým odchodem na jih ponechal Alexandr v Baktrii a v Sogdianě jako posádku 11 000 vojáků. Po návratu do Baktry provedl Alexandr několik zásadních rozhodnutí, kterými si ještě více znepřátelil a odcizil své důstojníky. Makedonský král nejprve nařídil, aby 30 000 mladých Peršanů a Baktrů bylo vycvičeno v řeckém způsobu boje a začleněno do falangy. Alexandrovu jízdu dále posílili obratní baktrijští jezdci a jízdní lučištníci. Třebaže početní stavy armády byly zvýšeny, makedonští vojáci se jen těžce smiřovali s tím, že jim jsou Peršané stále více stavěni na roveň.
V témže roce se Alexandr v Baktře oženil s Róxanou, dcerou jednoho z lokálních sogdijských vládců. Manželství bylo chápáno jako politická nezbytnost, která výrazně přispěla k definitivní pacifikaci vzpurných Sogdů. Nicméně svazek s barbarkou nebyl příliš taktní vůči neklidným Makedoncům, zvlášť když měl Alexandr po dlouhá léta perskou milenku Barsiné, jež byla matkou jeho syna Hérakla. Svatbou s Róxanou Alexandr navíc popudil otce Barsiné a svého blízkého spojence Artabaza, který pro Alexandra získal perskou šlechtu a byl mu velmi nápomocný v nedávné válce se Sogdy. Třetí a pravděpodobně nejvýznamnější událostí byl Alexandrův pokus zavést perský dvorní rituál proskynésis. Podle něho se každý, kdo chtěl předstoupit před krále, musel před ním uklonit, pokleknout a položit svůj obličej na zem. Svobodným Makedoncům a Řekům se přirozeně příčil takovýto projev podřízenosti, který oni sami praktikovali pouze v chrámech na znamení úcty ke svým bohům. Většina Alexandrových generálů se odmítala před ním tímto způsobem pokořovat, což ale neplatilo pro jeho perské poddané. Mnozí význační vojáci a makedonští šlechtici byli otevřeně nespokojení s Alexandrovým počínáním a s orientalizací jeho dvora. Alexandr podezírající je ze spiknutí nechal řadu těchto jedinců, včetně svého dvorního historika Kallisthena, popravit.

### Výprava do Indie

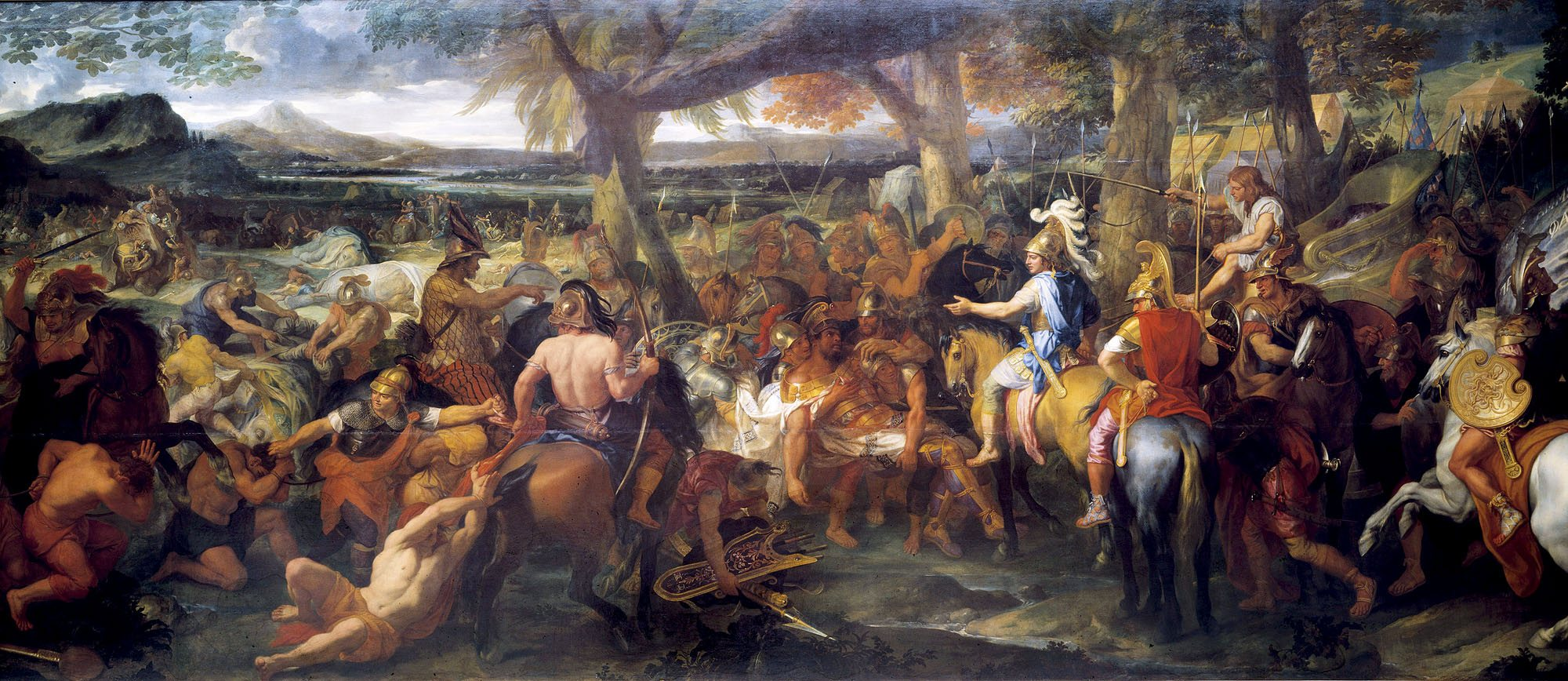
Obraz od Charlese Le Bruna znázorňující Alexandra a Póra během bitvy u Hydaspes

Do konce roku 327 př. n. l. zajistil Alexandr severovýchodní hranici svého království, a byl tudíž připraven podstoupit tažení do Indie. O této polomytické a takřka pohádkové zemi, rozdrobené do mnoha malých vzájemně soupeřících států, měli Řekové a Makedonci jen velice mlhavé představy z Hérodotova popisu. Jediným motivem výpravy byla Alexandrova touha proniknout dále na východ k Ókeanu, již ale jeho vojáci nesdíleli. Před začátkem vojenské kampaně vyzval Alexandr všechny náčelníky z Gandháry (území na pomezí dnešního Afghánistánu a severního Pákistánu), aby se dobrovolně podrobili jeho autoritě. Omfis, vládce Taxily, jenž kontroloval území mezi řekami Indus a Dželam (řecky Hydaspes), Alexandrovi vyhověl, jelikož doufal, že tak získá spojence v boji proti svému nepříteli, králi Pórovi. Vůdci horských kmenů se však odmítli podvolit.
Na počátku roku 326 př. n. l. vpadl Alexandr s vojskem rozděleným na dvě části do údolí řeky Kábul na hranicích Indie. Postup se vyznačoval výjimečnou krutostí. Při obléhání jakési menší pevnosti byl Alexandr zraněn na krku, načež byli všichni její obránci zmasakrováni. Alexandrovi muži plenili a vypalovali vesnice, města a celé kraje, přičemž ti, kteří přežili toto řádění, byli odvedeni do otroctví. Jen zřídkakdy dával Alexandr průchod své dřívější mírnosti k poraženým národům. Obě armády se po dobytí Gandháry setkaly v dubnu u řeky Indus a po jejím překročení dosáhli makedonští vojáci města Taxila (poblíž současného Rávalpindí), v němž je uvítal Omfis. Během pobytu na Omfidově dvoře vyslal Alexandr své zástupce k ostatním vládcům Paňdžábu se sdělením, aby se mu poddali a uznali ho za boha. Avšak Póros, jehož království se nacházelo za řekou Hydaspes, která oddělovala jeho území od Omfidova, odmítl.
Alexandr v květnu 326 př. n. l. přesunul své muže přes Hydaspes a hned v prvním střetu porazil indickou jízdu, jíž velel Pórův syn. Makedonci a Peršané poté pochodovali vstříc vyčkávajícímu Pórovu vojsku. Třebaže jejich nepřátelé se jim svým počtem a vybavením jen stěží vyrovnali, postup hustě zalesněnou a exotickou krajinou plnou neznámých nástrah podlamoval odhodlání Makedonců. Póros navíc disponoval jednotkou válečných slonů, s nimiž se Řekové nikdy předtím v boji nestřetli. V krvavé bitvě u Hydaspes byli sice Indové poraženi a jejich vojsko zničeno, nicméně na Alexandra natolik zapůsobila Pórova udatnost, že s ním uzavřel spojenectví a ustanovil jej svým satrapou. Alexandr následně pojmenoval jedno z nově založených měst Bukefala, na počest svého koně, který v bitvě zahynul. Podle některých pramenů však kůň zemřel již před bitvou z důvodu vysokého věku.
Na východ od Pórova království leželo v údolí řeky Gangy mocná říše Magadha. Počátek období vydatných monzunových dešťů spolu s obavami z dalšího silného indického vojska umocněnými vyčerpáním Makedonců dlouholetým válčením vedl ke vzrůstu napětí, jež vyvrcholilo v červenci 326 př. n. l. při zdolávání rozvodněné řeky Hyfasis (dnešní Bjás). Demoralizovaní vojáci se vzbouřili a odmítli Alexandra následovat džunglí dále na východ. Jejich požadavky se omezovaly na jedinou věc – návrat domů. Rozhněvaný Alexandr se nakonec nechal svými důstojníky přesvědčit k ukončení tažení. Ještě před ústupem založil město Alexandrii u Hyfasis. Tisíce zde usazených veteránů prakticky pozbyly naději, že kdy spatří rodnou Makedonii nebo Řecko.

### Návrat do Persie

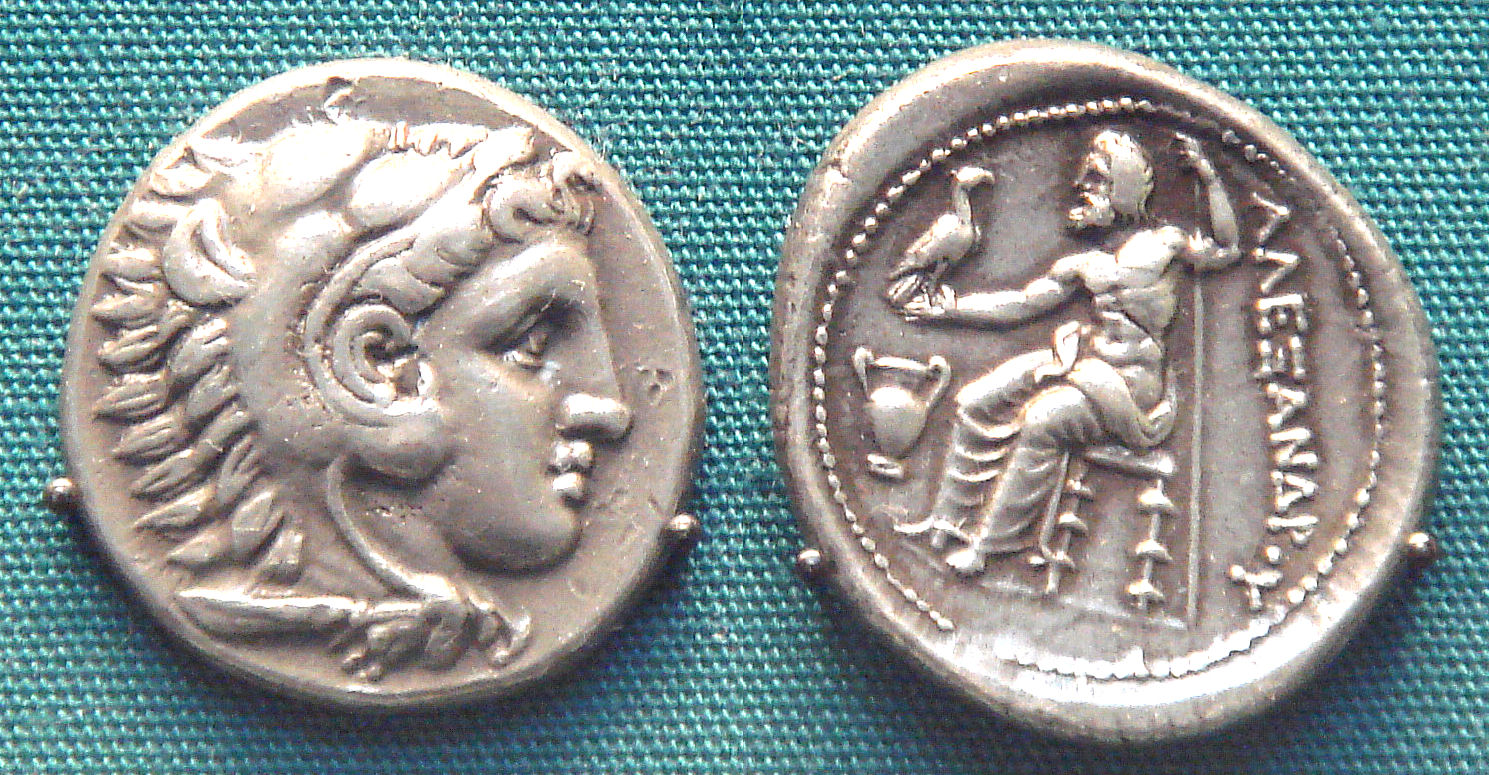
Mince s Alexandrem ve lví kůži po vzoru řeckého hrdiny Hérakla

Náročný pochod zpět k Hydaspes se kvůli vydatným dešťům a nepřetržitým bojům protáhl až do září. Poté, co vojsko dorazilo do Bukefaly, nařídil Alexandr postavit 800 lodí, na nichž měli vojáci doplout až k Indickému oceánu. Protože však lodě nebyly schopny pojmout celou Alexandrovu armádu, musela je část pěchoty doprovázet po souši. V listopadu vyrazili Makedonci z Bukefaly a po deseti dnech došli k soutoku řek Hydaspes a Akesines (dnešní Čenab). Při překonávání místních peřejí ztroskotalo mnoho lodí, přičemž přišel o život veliký počet Makedonců. Další cesta vedla indickými státy, které neuznávaly Alexandrovu nadvládu, takže intenzita nepřátelských útoků neustále stoupala. V odvetu za to zničili nemilosrdní Makedonci a Peršané každé město nebo vesnici, jež se jim na jejich postupu odvážila postavit na odpor. V bojích proti kmenu Mallijců byl Alexandr v lednu 325 př. n. l. při ztékání hradeb jednoho města vážně zraněn šípem, který zasáhl jeho plíci. Třebaže Alexandr přežil, bolestivé následky tohoto zranění ho provázely po zbytek jeho života. Ještě než se Alexandr úplně zotavil, přikázal založit na soutoku Indu a Akesines další z Alexandrií, která se stala centrem nové satrapie spravované Róxaniným otcem Oxyartem.
Po zdolání Mallijců zamířil Alexandr do země Sindh. Zdejší králové se po krátkém boji vzdali Makedoncům a konečně v létě roku 325 př. n. l., na počátku dalšího monzunu, stanuli Alexandrovi muži u ústí Indu do Indického oceánu. Již dříve vyčlenil Alexandr ze své armády zhruba třetinu mužstva, jež se vydalo pod velením Kratera severnější trasou přes Arachosii a Drangianu do Karmánie. Nyní rozdělil Alexandr zbývající vojsko na dvě části. Čtvrtina vojáků vedená Nearchem se plavila z nově založeného města nazývaného Patala, případně řecky Xylinepolis, podél málo známých břehů Indického oceánu až do Perského zálivu. Sám Alexandr vedl většinu svých mužů do Persie přes pouště Gedrosie (území totožné s dnešním Balúčistánem).

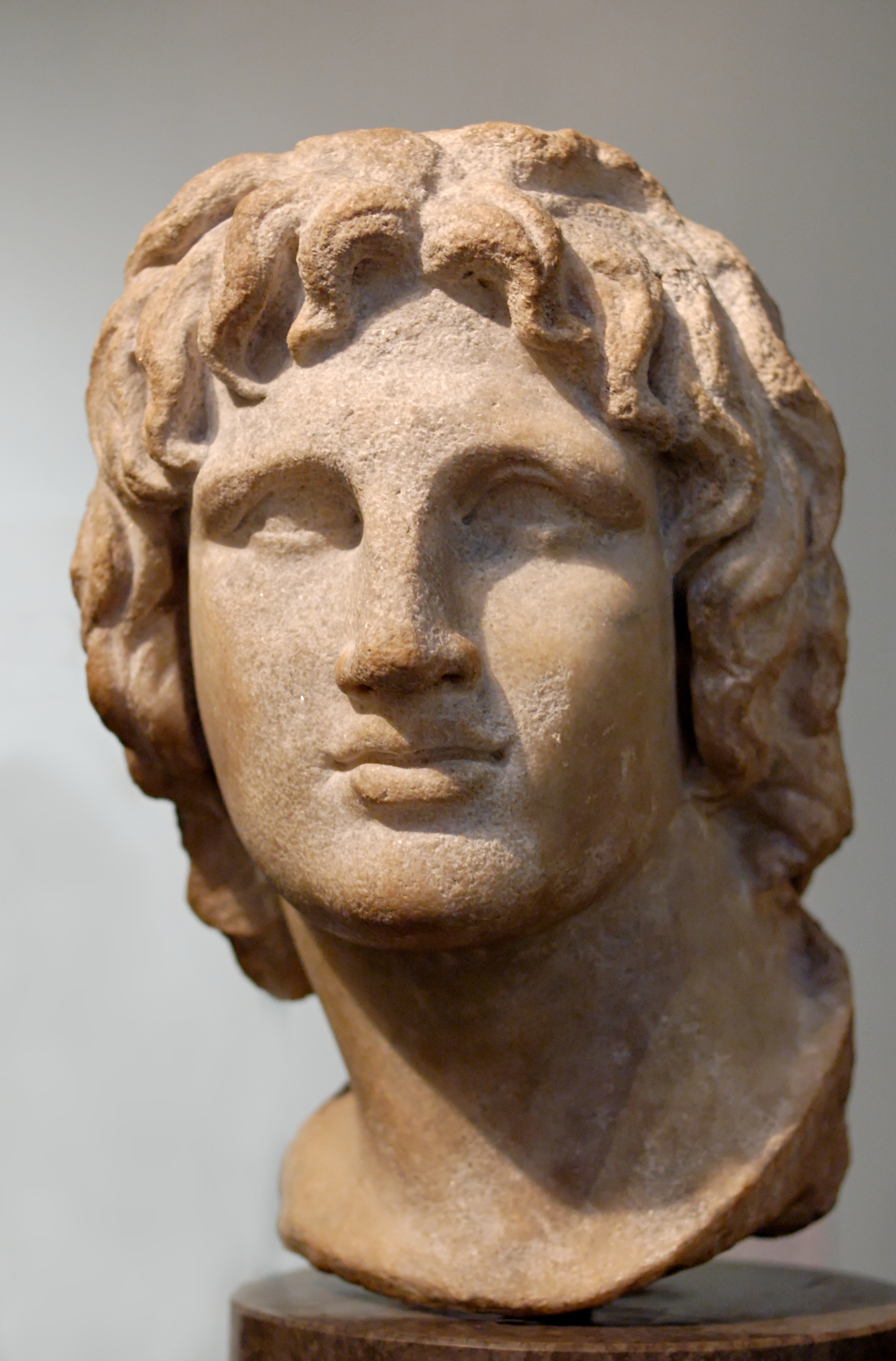
Alexandrova busta v Britském muzeu v Londýně

Takřka ihned po Alexandrově odchodu se většina právě poražených indických států vzbouřila proti dosazeným makedonským satrapům a posádkám, které tu byly umístěny. O jejich dalších osudech se nedochovaly bližší informace. Přestože Peršané ho od přechodu Gedrosie zrazovali, Alexandr se dobrovolně vystavil riziku pohromy, neboť se jednalo o nejpřímější cestu do Babylonu. Přesné důvody však zůstávají sporné. Navzdory příznivému ročnímu období se pochod touto vyprahlou zemí změnil v naprostou katastrofu. Po šedesát dnů postupovali vojáci pustinou, aniž znali přesný směr. Nedostatek vody, potravin a celkové vyčerpání v důsledku horka si vyžádaly nezměrné oběti. Odhaduje se, že zde zahynula asi polovina mužů a většina žen, dětí, obchodníků a herců doprovázející vojsko. Utrpení Makedonců a Peršanů skončilo teprve na počátku prosince, kdy dosáhli města Pury v Karmánii.
Alexandrova armáda postupující na západ se koncem roku 325 př. n. l. setkala s Kraterovými vojáky. Na oslavu návratu uspořádal Alexandr velkolepý, asi sedm dnů trvající svátek zasvěcený Dionýsovi. V lednu 324 př. n. l. vyslechl stížnosti íránských šlechticů proti jím jmenovaným satrapům. Kromě olupování provincií byla nejčastěji vznášena obvinění z rouhání, což se zdá být věrohodné, neboť Makedonci a Řekové nerozuměli zoroastrismu a leckdy proto bezděčně narušovali obřady domorodé populace. Alexandr se patrně chtěl projevit jako rázný vládce, jenž hájí zájmy svých perských poddaných. Z toho důvodu byli mnozí satrapové uznáni vinnými a popraveni. V souvislosti s tím je však třeba podotknout, že ve stejné době bylo několik satrapů perského původu nahrazeno Makedonci.
V Susách se Alexandr spojil s Nearchem a jeho muži, kteří bez vážnější újmy dokončili svoji plavbu. V březnu 324 př. n. l. byla v tomto městě zorganizována další výjimečná slavnost – hromadná svatba 10 000 perských žen s makedonskými vojáky, provedená podle perského rituálu. Alexandr tyto manželské svazky považoval za nezbytný krok ke splynutí obou národů. Sám se oženil se dvěma perskými princeznami: Stateirou, dcerou Dareia III., a Parysatidou, dcerou Artaxerxe III. Celkem tak měl už tři manželky, polygamie však tehdy nebyla ničím neobvyklým. Taktéž Alexandrův otec využil manželství s více ženami jako diplomatického prostředku ke stabilizaci a rozšíření své říše.
V rámci přejímání perských dvorních ceremoniálů jmenoval Alexandr svého dlouholetého přítele a druha Héfaistióna vezírem (chiliarchos) a generála Ptolemaia svým ochutnávačem (edeatros). Oba tyto orientální tituly byly Řekům i Makedoncům do té doby naprosto neznámé. Alexandrem zaváděné novoty tudíž zvětšovaly vzájemnou propast mezi ním a Makedonci. Současně počet perských vojáků začal převyšovat počet Makedonců. Asiatům bylo dokonce dovoleno zaujímat vyšší hodnosti nejen v pěchotě ale i v královské jízdě (hetairos). Když armáda dorazila k městu Opis na řece Tigridu, oznámil Alexandr tisícům makedonských veteránů, že se smějí vrátit do svých domovů. Dříve tak toužebně očekávané propuštění ze služby nyní Makedonci chápali jako svoji potupu, neboť v něm viděli potvrzení svých obav, že je Alexandr chce nahradit Peršany. Když Alexandr předstoupil před vojáky a pokusil se je uklidnit, leckteří z nich ho zahrnuli urážkami. Nato Alexandr nařídil popravit třináct nejodbojnějších mužů a pohrozil, že proti vzbouřencům pošle své perské vojáky. Makedoncům hrozilo, že se stane to, čeho se chtěli vyvarovat. Nakonec za Alexandrem vyslali delegaci, jejímž prostřednictvím ho požádali o odpuštění. Alexandr prokázal svoji shovívavost a usmířil se s nimi vystrojením pompézní hostiny. Takřka ihned poté bylo 10 000 pěšáků a 1 500 jezdců vedených Kraterem odesláno do Makedonie, kde měl Krateros nahradit Antipatra jako velitel makedonského vojska v Evropě.

### Smrt v Babyloně
Na podzim 324 př. n. l. se Alexandr odebral do Ekbatány, kde Héfaistión vyčerpaný nadměrným pitím po jedné z mnoha slavností onemocněl. O sedm dní později Alexandrův nejbližší přítel zemřel. Podle Plútarcha přikázal zničený Alexandr ukřižovat Héfaistiónova osobního lékaře. Po několika dnech, kdy truchlil nad ztrátou druha a odmítal jídlo utápěje svůj zármutek v alkoholu, nechal Héfaistiónovi vystavět monumentální hrobku. Charakterizovat vzájemný vztah Alexandra a Héfaistióna je velice obtížné. Obecně se však soudí, že spolu udržovali intimní styky. Kromě Héfaistióna pojil Alexandra důvěrný vztah také k perskému eunuchovi Bagóásovi, v němž již před makedonským králem nacházel zalíbení rovněž Dareios III.
V únoru 323 př. n. l. se Alexandr vrátil zpět do Babylónu a začal zde plánovat novou válku, jejímž cílem mělo být ovládnutí Arábie při pobřeží Perského zálivu a Rudého moře. Podle pramenů hodlal Alexandr po dobytí Arábie napadnout také Kartágo, Sicílii a Itálii. O míře jeho ambicí svědčí, že zamýšlel vybudovat vojenskou silnici vedoucí až k Herkulovým sloupům (Gibraltarský průliv). K uskutečnění této působivé expedice byla zahájena výstavba flotily tisíce lodí. V květnu, nedlouho před odchodem vojska, dal Alexandr svého mrtvého přítele Héfaistióna prohlásit za poloboha. Událost se stala podnětem k uspořádání oslavy, během níž se Alexandr, tak jak bylo u něho běžné, oddával bezuzdnému požívání alkoholu. Co se přitom přesně přihodilo, není z líčení antických historiků zřejmé, ale druhý den ráno Alexandr onemocněl. V následujících deseti dnech se králův zdravotní stav i přes snahu lékařů rapidně zhoršoval, Alexandr ztrácel vědomí a trpěl úpornými bolestmi. Když se vojáci doslechli, že Alexandr umírá, vynutili si k němu přístup a jeden po druhém kolem něho v tichosti přešli. Den poté, 10. nebo 11. června 323 př. n. l., měsíc před svými 33. narozeninami, Alexandr v Babylóně zemřel.

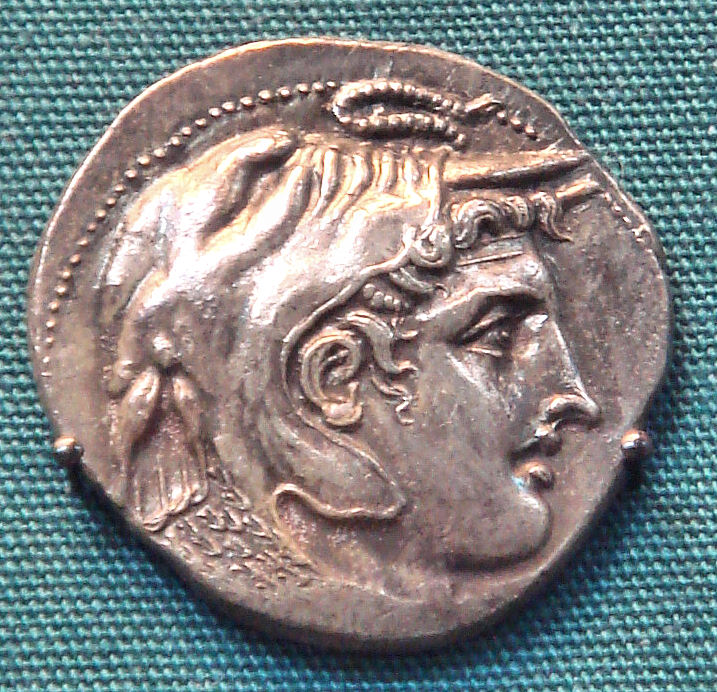
Ptolemaiova mince s vyobrazením Alexandra Velikého

Na smrtelné posteli odevzdal Alexandr svůj pečetní prsten Perdikkovi, kterému po Héfaistiónově smrti nejvíce důvěřoval. Potom ho obklopili jeho generálové, aby se dotázali, komu zanechává říši, neboť Alexandr neměl žádného legitimního následníka (jeho a Róxanin syn Alexandr IV. se narodil až o tři měsíce později). O tom, jak zněla Alexandrova odpověď, se dosud debatuje. Většina historiků se domnívá, že řekl Kratisto (což znamená „nejsilnějšímu“) případně Krat'eroi („silnějšímu“). Nelze však vyloučit, že se Alexandr vyjádřil pro Kratera (řecky Krater'oi), neboť řecká výslovnost obou slov se liší pouze v umístění přízvuku. Ať tak nebo onak, Krateros nemohl prosadit svůj případný nárok, jelikož nebyl přítomen v Babyloně, takže ostatní velitelé si nakonec říši rozdělili mezi sebe jako Alexandrovi nástupci (diadochové).
Příčinou Alexandrova skonu mohla být kýchavice bílá přimíchaná ve víně. Existují však i další teorie. Podle Justina a Curtia Rufa otrávili Alexandra Antipatrovi synové Kassandros a Iollas arzenikem, zatímco Plútarchos a Arriános se přidržují názoru, že Alexandr nebyl otráven, nýbrž zemřel přirozeným způsobem. Nejpravděpodobnější se jeví varianta, podle níž byla Alexandrova smrt vyvolána recidivou malárie, tyfem[nepřesný odkaz] nebo západonilskou horečkou, některé indicie by rovněž mohly svědčit pro meningitidu nebo rakovinu slinivky břišní. Teorii onemocnění nahrává rovněž skutečnost, že Alexandrovo zdraví bylo vážně podlomeno léty nezřízeného pití, což společně se zraněními utrženými ve válkách přivodilo celkovou slabost jeho organismu. Avšak žádný z pramenů pocházejících z per Alexandrových současníků není zcela spolehlivý, protože všechny obsahují velké množství nevěrohodných údajů. Dnešním historikům činí tedy značné problémy odlišit propagandu a polopravdy od skutečností. V důsledku toho je velice obtížné určit, jakým způsobem či z jakých příčin Alexandr Veliký doopravdy zemřel. Alexandr byl pohřben v Alexandrii, jeho hrobka však nebyla nalezena.

## Počátek helénismu

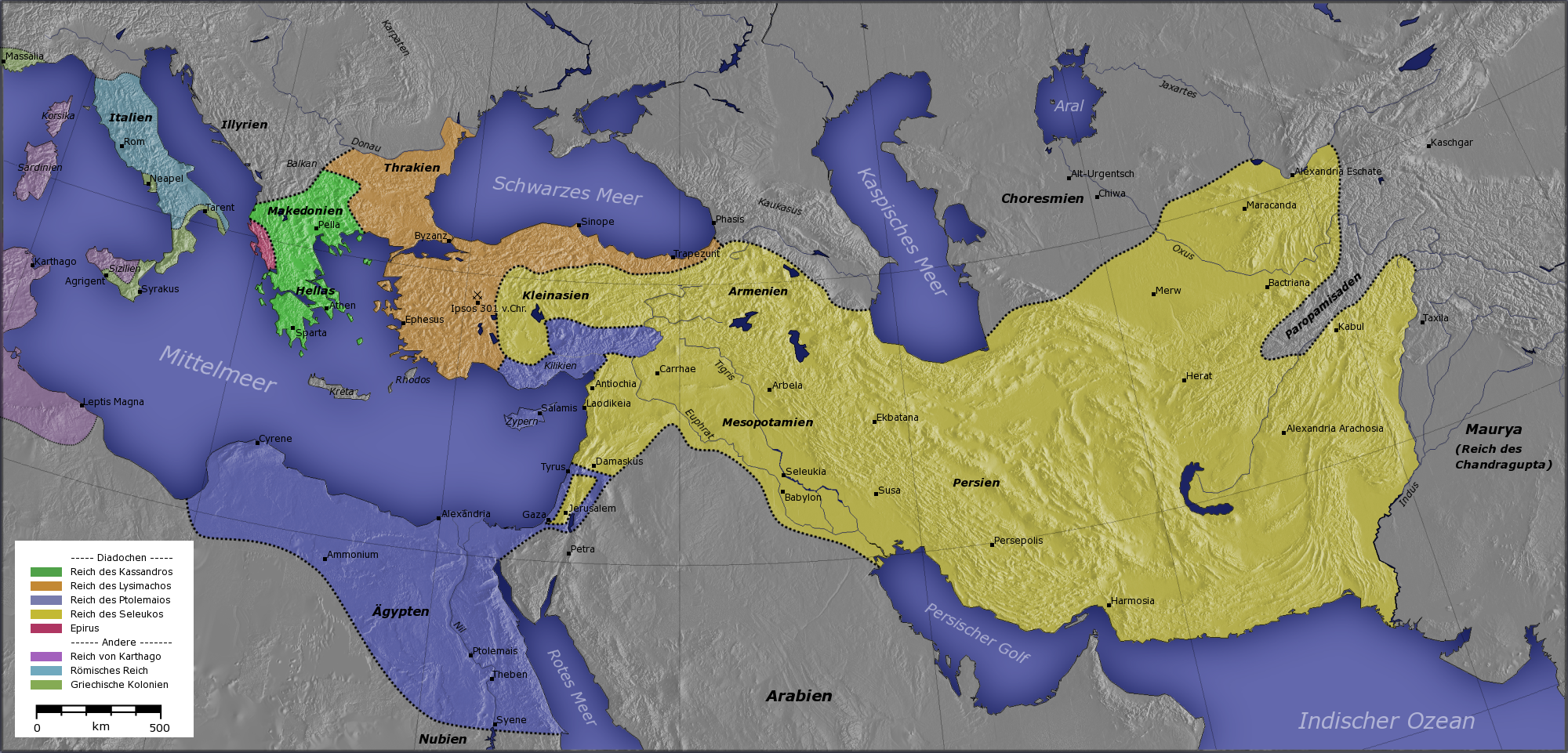
Helénistická království po smrti Alexandra Velikého:
Království Ptolemaia Sótéra
Království Kassandra
Království Lýsimacha
Království Seleuka Níkátóra

Po Alexandrově smrti svěřili makedonští vojáci vládu nad říší Alexandrovu duševně nemocnému nevlastnímu bratrovi Filipu III. Arrhidaiovi a Alexandrovu posmrtně narozenému synovi Alexandru IV. Regenty společných králů byli ustaveni Perdikkás v Asii a Antipatros v Evropě. Perdikkás dál záhy popravit řadu svých oponentů a patrně usiloval získat královský titul jako skutečný dědic Alexandrovy říše. V roce 321 př. n. l. byl ale zavražděn vlastními vojáky během války proti Ptolemaiovi, který do Egypta unesl Alexandrovy ostatky uložené ve zlatém sarkofágu. Alexandrovi generálové poté opanovali jednotlivé části říše, jež postupně přeměnili ve vlastní nezávislé domény. V následných několik desetiletí trvajících bojích a vraždění (války diadochů) přišla o život většina Alexandrových velitelů a rodinných příslušníků.
V Makedonii se po Antipatrově úmrtí v roce 319 př. n. l. chopil vlády jeho syn Kassandros. Ten nejprve odstranil Alexandrovu matku Olympiadu a v roce 309 př. n. l. Alexandrova stejnojmenného syna spolu s Róxanou. Sama Olympias zavraždila již v roce 317 př. n. l. Filipa Arrhidaia. Násilná smrt stihla rovněž Alexandrova nelegitimního syna Hérakla. Nejmocnějším ze všech diadochů se ukázal být Antigonos Jednooký, který si podrobil Malou Asii, Sýrii a Řecko a v roce 306 př. n. l. se prohlásil králem, v čemž ho brzy napodobili ostatní diadochové. Po porážce v bitvě u Ipsu v roce 301 př. n. l., v níž Antigonos nalezl smrt, si však jeho říši rozdělili mezi sebe jeho nepřátelé. Thrákii ovládl Lýsimachos, v roce 281 př. n. l. ale podlehl Seleukovi, který se zmocnil Mezopotámie a veškerých východních území. Vládcem v Egyptě a v Palestině se ustavil Ptolemaios, jenž jako jeden z mála diadochů zemřel přirozeným způsobem. Po skončení válek diadochů vykrystalizovala na území někdejší Alexandrovy říše tři stabilní helénistická království: antigonovská Makedonie (zanikla v roce 168 př. n. l.), seleukovská říše v Přední Asii (existovala až do roku 64 př. n. l.) a říše Ptolemaiovců v Egyptě (v roce 30 př. n. l. se stala součástí římské říše).

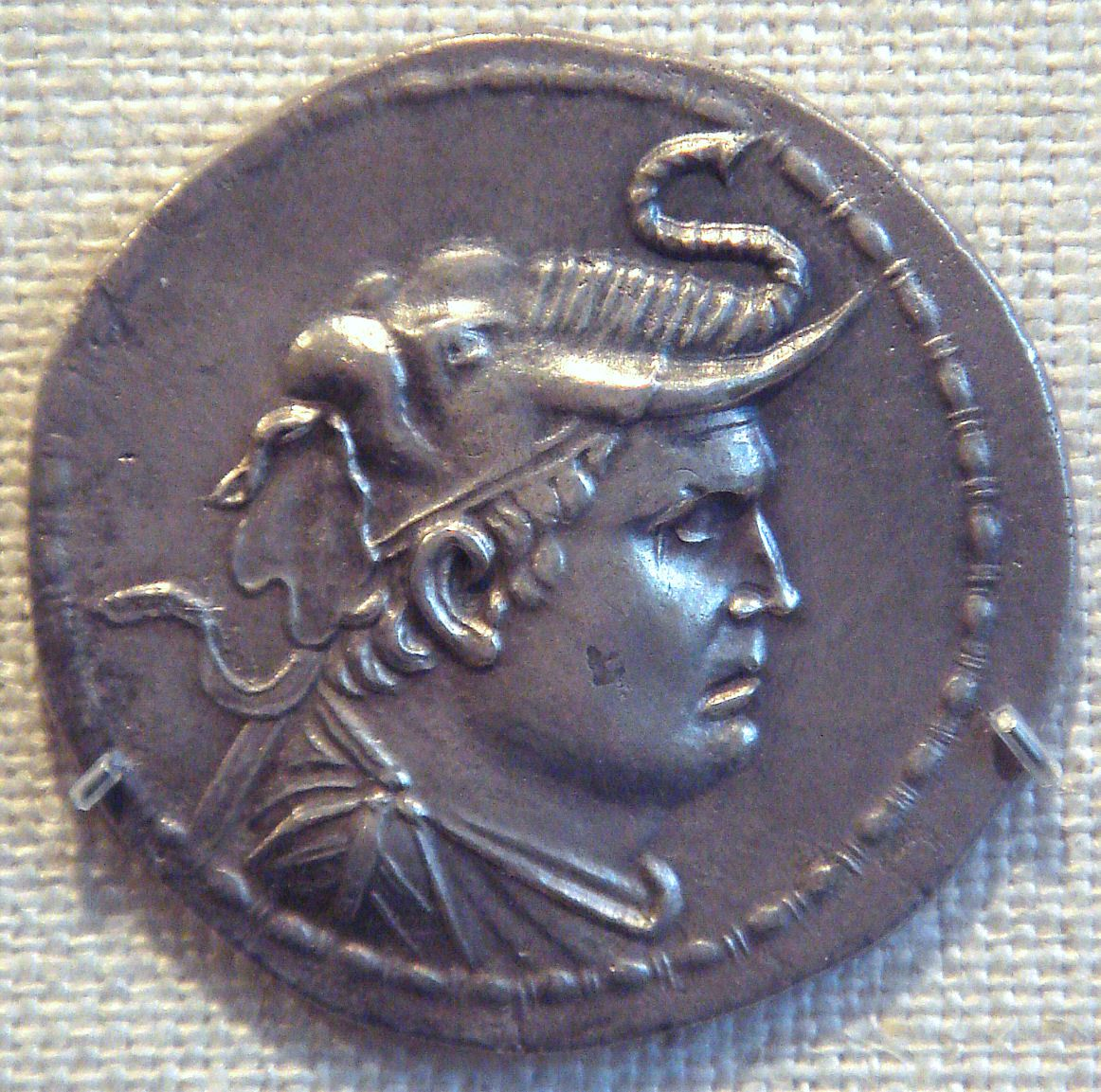
Řecko-baktrijský král Démétrios na dobové minci se sloní přilbou, symbolizující jeho dobyvačné výpravy do Indie

Alexandrovy výboje přivodily dalekosáhlé kulturní změny, jejichž důsledkem byla téměř tisíc let trvající dominance řecké civilizace a koiné řečtiny na celém Středním východě a ve střední Asii. Alexandr zanechal světu vedle svého persko-řeckého impéria také značné množství nově založených měst (údajně kolem sedmdesáti), která přispěla k řecké kolonizaci Orientu a Indie, čímž Alexandr otevřel řecké kultuře bránu do světa. Pronikání Helénů do Asie představovalo jeden z nejzásadnějších efektů Alexandrova tažení, jeho snaha o splynutí národů však zůstala neúspěšná. Rozšířením řeckých mravů, zvyků a hodnot do velké části tehdejšího světa vstoupila antická řecká kultura do nové, helénistické fáze svého vývoje. Helénismus připravil půdu pozdějšímu nástupu římské říše a rozmachu křesťanství, které vycházely z řecké civilizace. Mnoho římských vojevůdců a císařů se pokoušelo jít v Alexandrových stopách a dosáhnout na východě podobně grandiózních úspěchů – nikdo z nich se však Alexandrovi nevyrovnal.

## Řecké a římské prameny
Vedle klínopisných záznamů v Babylonu, jež byly doposud objeveny a přeloženy, existují o Alexandrovi četné řecké a latinské prameny. Nejpůvodnější texty sepsané lidmi, kteří znali Alexandra osobně, nebo čerpali své poznatky od těch, kteří pod Alexandrem sloužili, jsou s výjimkou několika málo nápisů a fragmentů určitých dopisů pochybné autenticity takřka úplně ztraceny. Dílo Alexandrova dvorního historika Kallisthena, záznamy Alexandrova druha a generála Ptolemaia, správy od Aristobúla, stejně jako Nearchovy zápisy z výpravy se dochovaly pouze ve zlomcích. Tentýž osud stihl i jiný důležitý soudobý pramen pocházející od Kleitarcha a vycházející z tehdy již uveřejněných zdrojů. Z jeho práce čerpal Timagenés, který silně ovlivnil mnoho pozdějších historiků, jejichž díla jsou nám známa.
Pět nejvýznamnějších dochovaných pramenů představují spisy Arriána, Curtia, Plútarcha, Diodóra a Justina.
- Anabasis Alexandri (Tažení Alexandra Velikého), od řeckého dějepisce Arriána z Nikomédie, napsané ve 2. století, vycházelo převážně z Ptolemaia a v menším měřítku z Aristobúla a Nearcha. Je všeobecně pokládáno za nejdůvěryhodnější pramen.
- Historiae Alexandri Magni, Alexandrův životopis od římského historika Quinta Curtia Rufa, z jehož původních deseti knih se zachovalo posledních osm, byl napsán v 1. století a čerpal ponejvíce z Kleitarcha a Timagena, některé materiály pocházejí pravděpodobně od Ptolemaia.
- Život Alexandra (součást Paralelních životopisů) a dva řečnické projevy O štěstí a ctnosti Alexandra Velikého od řeckého historika a životopisce Plútarcha z Chairóneie, žijícího na přelomu 1. a 2. století, se opírali převážně o díla Aristobúla a Kleitarcha.
- Bibliothéké historiké (Historická knihovna), napsaná řecky historikem Diodórem Sicilským v 1. století př. n. l., o Alexandrově tažení pojednává sedmnáctá kniha, toto dílo vycházelo téměř úplně z Timagenovy práce. Knihy bezprostředně předcházející a následující osvětlují období vlády Filipa II. a Alexandrových nástupců.
- Epitomy Historiae Philippicae Pompeia Troga sepsané Justinem obsahují faktické chyby a jsou velice stručné. Je obtížné řadit je mezi prameny, neboť disponujeme pouze epitomy, nicméně i z nich je patrné, že se Pompeius Trogus inspiroval Timagenem.

K těmto pěti dílům je možné připočíst rovněž zmínky v pracích dalších autorů, jako byl Strabón, Athenaios, Aelianus a jiní. Problematický se však jeví fakt, že každý z dějepisců poskytuje poněkud odlišnou charakteristiku Alexandra a jeho činů. Arriános se zajímal veskrze o vojenské aspekty, zatímco Curtius líčí více soukromý život a temnější část Alexandrovy povahy. Plútarchos podává především dobrý příběh, vystihující Alexandrovy klady i zápory. S výjimkou Arriánova díla obsahují všechna ostatní jistou dávku fantazie. Strabón tuto skutečnost okomentoval slovy: „Všichni, kteří psali o Alexandrovi, upřednostňovali zázračné před pravdivým.“ Jelikož neexistuje téměř žádný skutečně vyvážený pramen pocházející z doby Alexandrova života či bezprostředně následující, je nezbytné přijímat všechny antické spisy pojednávající o jeho životě se značným odstupem. Tyto prameny nám přesto prozrazují mnoho podrobností o Alexandrovi, ačkoliv ponechávají velký prostor taktéž vlastnímu výkladu a představivosti.

## Hodnocení

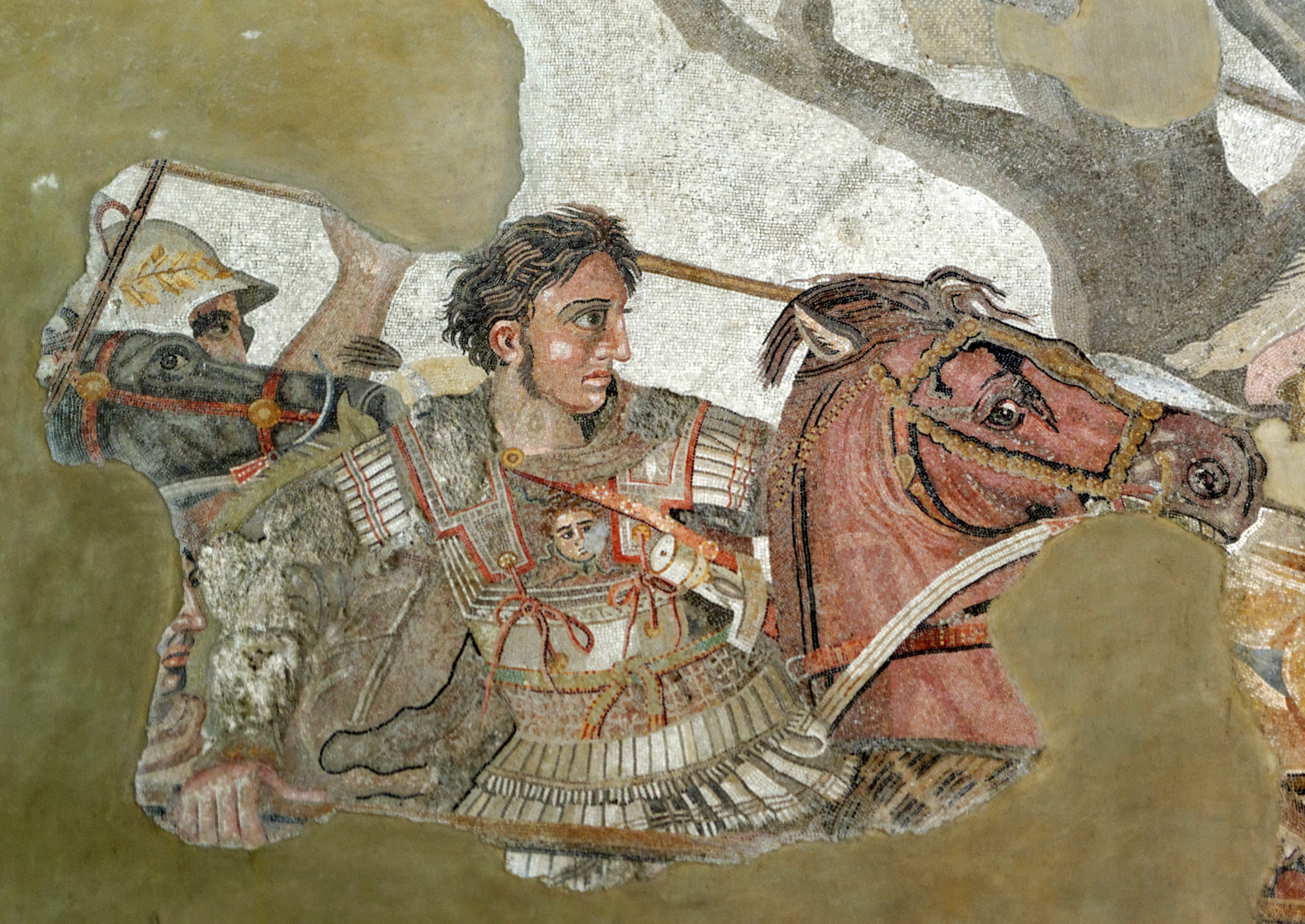
Detail mozaiky znázorňující bitvu u Issu s vyobrazením Alexandra Velikého

Moderní hodnocení Alexandra kolísá mezi jeho vyzdvihováním, projevováním střízlivých pochybností a přehnaně působící kritikou. Rovněž se vyskytují snahy o znázorňování Alexandra jako „héroa z homérských mýtů“. Obdivovatelé Alexandra mu přisuzují víru ve vlastní božské poslání, jímž mělo být sjednocení lidstva, zatímco podle jeho kritiků byl megalomanem toužícím ovládnout celý svět. Celkově lze říci, že zatímco v minulosti převládala tendence Alexandra glorifikovat a zpodobňovat ho jako ideálního vládce, v současnosti projevují badatelé sklony k zápornějšímu vnímání Alexandra.
Alexandrovy vojenské schopnosti a jeho velkolepé úspěchy nejsou zpravidla vůbec zpochybňovány. Přesto se je někteří historikové, především ti, kteří Alexandra hodnotí všeobecně negativně, pokoušejí částečně relativizovat. Zdůrazňují přitom hlavně skutečnost, že Alexandr se mohl spolehnout na celou řadu výtečných nižších velitelů. Když některé z nich později odstranil (viz Parmeniónova poprava), projevily se v Alexandrově vedení války určité nedostatky (těžce vybojovaná tažení ve střední Asii a v Indii).
I tak však Alexandrův odkaz jako geniálního vojevůdce přetrval a mnoho vynikajících vojevůdců jako Pyrrhos, Hannibal, Julius Caesar, Jan Žižka, Fridrich Veliký, Napoleon a dalších, jej považovalo za vzor neporazitelného válečníka a brilantního velitele.
Kromě převažujících pozitivních vyobrazení Alexandra jsou leckdy předkládána alternativní líčení jeho povahy. Z lidského hlediska je Alexandrovi vytýkána jeho náklonnost k alkoholu (která mohla přispět k jeho brzkému konci). Řada autorů upozorňuje na Alexandrovu rostoucí nevyrovnanost a megalomanické tendence v letech následujících po bitvě u Gaugamél. Vražda jeho přítele Kleita, které Alexandr hluboce litoval, a poprava Filota a jeho otce Parmenióna jsou leckdy uváděny jako důkazy Alexandrovy paranoie. Podle některých názorů se ale spíše než o paranoiu jednalo o Alexandrovu přílišnou opatrnost. Objevují se také tvrzení zpochybňující Alexandrovu toleranci vůči kultuře poražených národů. Ve skutečnosti prý nikdy nepociťoval obdiv k orientálnímu umění a kultuře a o splynutí národů usiloval pouze z pragmatických důvodů. Vystavováno kritice je také Alexandrovo zbožštění a označování se za Amonova (Diova) syna.
Alexandrovo tažení, symbolizující na Západě počátek nového věku, znamenalo pro Orient v mnoha případech přervání či dokonce zničení vlastního vývoje. Alexandr se již za svého života stal legendou v Evropě a také v mnoha zemích Asie, nicméně zoroastristé jej oprávněně chápali jako ničitele jejich první velké říše. Často je uváděna Alexandrova údajná záliba v zabíjení, ohromné množství civilních obětí a krutost při zacházení s poraženými. Ve spojitosti s tím je připomínána destrukce Théb, Tyru, Gazy a snad i Persepole a patrně nejhorší projevy Alexandrovy brutality v Sogdianě a při příchodu do Indie. Alexandr si však počínal v souladu s tehdejší válečnou praxí, přičemž se nijak neodlišoval od většiny ostatních starověkých (a i pozdějších) vojevůdců. Je příznačné, že sami antičtí historikové nenapadají jeho metody nakládání s nepřáteli.
Tyto rozporné postoje jsou zčásti důsledkem nejednoznačnosti pramenů, které ponechávají velký prostor k vlastnímu výkladu, kvůli čemuž mnohé rysy Alexandrova charakteru a jeho záměry zůstávají utajeny.